# 2017 en radio en France
Cet article est spécifique à la France, pour un article plus général, voir 2017 à la radio.
Cet article concerne les stations de radio et ne traite ni des webradios ni des podcasts.
Cet article intitulé 2017 en radio en France est une synthèse de l'actualité du média radio en France pour l'année 2017.
Contrairement à l'année 2016, on ne retient plus désormais les manifestations musicales régulières organisées par les stations de radio ni les invitations de chanteurs faisant de la promotion à l'antenne, présentées à tort comme événementielles. De même, les émissions de radio délocalisées dans le cadre d'un événement sociétal ou culturel ne sont plus systématiquement reportées dans cette chronologie.
D'une façon générale, 2017 en radio en France est un article plus sélectif que ses équivalents des années précédentes. On ne retiendra en général que l'actualité des radios de caractère national ou international, afin de ne pas se perdre dans les détails des radios locales.

## Stations de radio en France

### Apparues en 2017
| Radio           | Pays   | Commentaire | Date             |
| --------------- | ------ | --- | ---------------- |
| 100 % Catalogne | France | Après le rachat de Radio Catalogne Nord par le réseau régional 100 % intervenu à la fin de l'année 2016.                         | 1er janvier 2017 |
| Fréquence 8     | France | Le CSA français donne à la station de radio associative Fréquence 8 l'autorisation d'émettre dans la région de Montfort-sur-Meu. | 1er février 2017 |
| H2O Radio       | France | Autorisée par le CSA et aidée par le FSER, la radio du lac d'Annecy émet sur la bande FM.                                        | fin octobre 2017 |
| Nova Lyon       | France | La radio associative lyonnaise aux musiques éclectiques RTU devient Nova Lyon.                                                   | 7 novembre 2017  |
| Cause Commune   | France | Cette radio associative de la culture libre est lancée en remplacement de Radio Pays disparue brutalement il y a deux ans.       | 20 novembre 2017 |

### Disparues en 2017
| Radio                        | Pays   | Commentaire | Date             |
| ---------------------------- | ------ | --- | ---------------- |
| Résonance                    | France | La station de radio aux 75 000 auditeurs, implantée en Seine-Maritime, est reprise par Tendance Ouest.                                  | 1er février 2017 |
| Nostalgie Comminges Pyrénées | France | La station de radio franchisée au réseau Nostalgie ne diffuse plus du fait de la liquidation judiciaire de l'association qui la gérait. | 8 février 2017   |
| Zénith FM                    | France | La station de radio associative qui émettait près de Rennes, vieille de 32 ans, cesse d'émettre du fait d'une liquidation judiciaire.   | 4 avril 2017     |
| Plus FM                      | France | La station de radio locale diffusera désormais les programmes de Sweet FM, qui renforce ainsi sa présence en Pays de la Loire.          | 3 juillet 2017   |
| Radio Jerico                 | France | La station de radio locale, basée à Metz, rejoint le réseau RCF pour donner naissance à RCF Jerico Moselle.                             | 4 septembre 2017 |

### Déménagements, croissances et résorptions en 2017
- 11 décembre : Fun Radio quitte ses studios de la rue Bayard à Paris et s'installe à Neuilly-sur-Seine[11].
- 12 décembre : France Bleu Toulouse s'agrandit pour devenir France Bleu Occitanie[12].

## Actualité du média radio en 2017

### Événements politiques
- 8 janvier : en marge de la visite de trois députés français en Syrie, le président Bachar el-Assad a rencontré le journaliste Thomas Prouteau pour RTL[13].
- 12, 15, 19 et 25 janvier : les débats de la primaire socialiste en France sont respectivement diffusés sur RTL[14], RMC[15], Europe 1[14] et France Inter[16].
- 30 janvier et 6 mars : en cette année électorale, les stations Europe 1 et RMC partent respectivement à la rencontre des Français en affrétant un bus et un camping-car[17],[18].
- à partir du 3 mars : RTL diffuse cinq matinales spéciales avec les principaux candidats de l'élection présidentielle en France de mai 2017[19].
- 27 avril : RFI est consternée après le verdict du tribunal militaire de Yaoundé, qui condamne à 10 ans de prison ferme, Ahmed Abba, son correspondant au Cameroun[20].
- 10 juillet : élection d'un 12e administrateur aux Indés Radios, Benoît Leclerc, pour augmenter la représentativité des stations au sein du conseil d'administration[21].
- 3 octobre : le collectif Fip Toujours Fip Partout organise une journée nationale de mobilisation en faveur des locales de FIP[22].

### Événements économiques
- 8 janvier : la marque Virgin Radio prépare son arrivée en Roumanie, Radio 21 changeant de nom selon la volonté de son actionnaire Lagardère Active devenu majoritaire[23].
- 19 janvier : selon les résultats d'audience de Médiamétrie pour la période novembre-décembre 2016, Europe 1 passe derrière RMC pour la première fois de son histoire[24].
- 23 janvier : ayant battu son record historique d'audience, RMC remercie ses auditeurs en offrant dix Citroën C1 aux gagnants d'un jeu radiophonique[25].
- 15 février : la FM devrait à l'avenir couvrir 90 % de la Polynésie afin de pallier l'arrêt récent de la radiodiffusion AM[26].
- 14 mars : Radio Nova étend son aire de diffusion en s'associant localement avec la station associative lyonnaise RTU, laquelle passe ainsi de la catégorie A à la catégorie C[27].
- 20 mars : Skyrock commence à se développer en Afrique en diffusant un programme sur les smartphone et les tablettes dans le secteur d'Abidjan, en Côte d'Ivoire[28].
- 3 avril : Radio FG s'implante sur l'Île de La Réunion en disposant de cinq fréquences qui diffusent un programme différent de celui de la métropole française[29].
- 7 avril : France Bleu consacre la journée entière au mythique Studio Davout, avant sa fermeture définitive prévue le 9 avril[30].
- 1er juin : Sud Radio ferme ses locaux à Toulouse, plus un seul salarié ne travaille à cet endroit, des licenciements ayant été prononcés[31].
- 8 juin : 60 000 CD issus de la collection de la Discothèque de Radio France sont vendus à Drouot Montmartre[32].
- 21 août : la BBC annonce que plusieurs radios locales vont disparaître des ondes moyennes en janvier 2018[33].
- 23 septembre : 10 000 disques vinyles en double et triple exemplaires sont proposés par Radio France à la vente au public à la Maison de la radio[34].
- du 29 novembre au 8 décembre, et le 11 décembre : Radio France met en vente 3 380 disques vinyles et 70 000 CDs, du fait des évolutions technologiques[35].

### Événements sociétaux
- 8 février : indignation à la suite d'un sketch de Nicolas Canteloup sur Europe 1, assimilant le viol présumé d'un jeune à Aulnay-sous-Bois par des policiers à l'homosexualité[36].
- 14 février : dans le cadre de la Saint-Valentin, RFM a élaboré une vidéo composée des plus belles chansons françaises interprétées par quinze artistes[37].
- 23 février : Voltage consacre son antenne à la Seine-Saint-Denis, à la suite de l'affaire Théo et de ses conséquences sur les tensions entre la population et la police[38].
- 25 février : France Culture s'associe à l'Université Paris Sorbonne pour présenter la 5e édition du forum L'année vue par les sciences, avec le soutien du rectorat de Paris[39].
- du 25 février au 5 mars : RTL, Europe 1 et France Bleu délocalisent leur antenne en réalisant des émissions en public depuis le Salon de l'agriculture à Paris[40],[41],[42].
- 3 mars : diffusion du concert des Enfoirés sur l'antenne de RTL, partenaire historique des Restos du cœur[43].
- 7 mars : le CSA annonce que la représentation des femmes à la radio atteint 36 % de l'ensemble des personnes des deux sexes qui passent à l'antenne[44].
- 8 mars : pour la Journée internationale des femmes, les stations OÜI FM, Rire et Chansons, MFM Radio et Chérie FM Belgique se distinguent[45],[46],[47],[48].
- 22 mars : la station de radio normande Tendance Ouest installe un studio à bord du sous-marin Le redoutable (50 ans de fonctionnement) pour six heures de direct[49].
- 12 et 13 mai : Radio Notre-Dame installe ses studios à Fátima pour la célébration du centenaire des apparitions de la Vierge Marie[50].
- 14 juillet : les équipes de France Bleu Azur ainsi que l'antenne nationale sont au cœur du dispositif niçois de commémoration de l'attentat du 14 juillet 2016 à Nice[51].
- du 27 juillet au 18 août : NRJ donne rendez-vous à ses auditeurs sur une quinzaine de plages dans toute la France, pour découvrir le Village NRJ[52].
- du 8 au 15 septembre : avec le soutien de l'Agence nationale de lutte contre l'illettrisme, RCF propose une programmation spéciale[53].
- 10 septembre : Radio France lance une radio d'urgence pour les populations de Saint-Martin et de Saint-Barthélemy, confrontées aux ouragans Irma et José[54].
- 16 et 17 septembre : à l'occasion des Journées européennes du patrimoine, Radio France permet aux visiteurs de découvrir les coulisses de la Maison de la radio[55].
- 26 septembre : le SNRL, avec le Fonds de dotation de la radio, lance un appel aux dons pour soutenir les Antilles dans la reconstruction, après le passage des ouragans[56].
- du 20 au 26 novembre : RCF organise un Radio Don, une semaine d'événements, partout en France, et une programmation spéciale pour les 64 radios du réseau[57].
- 21 novembre : RTL consacre une place importante de la journée sur son antenne à la 33e édition des Restaurants du Cœur[58].
- 8 et 9 décembre : Radio France se joint au Téléthon et sensibilise les auditeurs aux enjeux de cette 31e édition, parrainée par Zazie[59].

### Événements culturels
- 12 janvier : soirée unique à la salle Pleyel où se joue le spectacle Génération Humour des chroniqueurs de France Inter[60].
- 14 janvier : Radio France est partenaire de la 1re édition de la Nuit de la lecture, organisée en France par le Ministère de la Culture et de la Communication[61].
- du 18 au 22 janvier : le Festival de cinéma de l'Alpe d'Huez fête ses 20 ans, Europe 1 y délocalise plusieurs émissions pour y recevoir un grand nombre de personnalités[62].
- 1er février : Leïla Kaddour-Boudadi et Frédéric Lodéon animent la 24e cérémonie des Victoires de la musique classique en direct sur France Musique[63].
- 10 février : émission spéciale de Justine Fraioli, sur RFM, consacrée à la 32e cérémonie des Victoires de la musique, avec plusieurs interviews des nommés[64].
- à partir du 18 février : pour la 6e année consécutive, Les Indés Radios est le partenaire radio exclusif de l'émission sur TF1 The Voice : La Plus Belle Voix[65].
- 24 février : RTL propose, pour la première fois, quatre heures de direct au cœur de la 42e cérémonie des César, avec notamment Vincent Perrot et Stéphane Boudsocq[66].
- 9 mars : remise des prix OÜI FM Rock Awards décernés par la station de radio OÜI FM en direct du Trianon[67].
- du 9 mars au 9 avril : Activ Radio s'associe avec la 10e Biennale internationale du design de Saint-Étienne pour proposer des émissions en direct durant tout l'événement[68].
- 15 mars : concert de Vianney à l'Hippodrome Casino de Londres avec RFM, qui permet de surcroît à un auditeur de rencontrer l'artiste[69].
- du 18 au 26 mars : Radio France s'associe à la Semaine de la langue française et de la francophonie, la troisième journée étant impulsée par le CSA[70].
- 20 mars : les stations de radio du groupe Lagardère Active se mobilisent pour mettre en avant la langue française, tout comme MFM Radio[71],[72].
- 21 mars : depuis ses studios parisiens, RTL 2 offre à ses auditeurs un concert de Depeche Mode, qui sort son 14e album[73].
- du 22 au 25 mars : Rire et Chansons retransmet la 12e édition du festival Les Sérénissimes de l'humour depuis le  Grimaldi Forum Monaco[74].
- du 24 au 26 mars : Radio France s'associe à la 37e édition du Salon du Livre de Paris, et y produit 40 heures d'émission en public[75].
- du 24 au 26 mars : OÜI FM programme un weekend spécial autour de Chuck Berry, décédé le 18 mars 2017 dans sa 90e année[76].
- du 27 au 31 mars ; France Bleu délocalise France Bleu Live avec un festival de quatre concerts diffusés depuis la station de sports d'hiver d'Avoriaz[77].
- 30 mars : MFM Radio consacre une journée entière à Céline Dion, à l'occasion de l'anniversaire de la chanteuse aux 230 millions d'albums vendus[78].
- 14 avril : après le succès de la première édition, qui a réuni 17 000 spectateurs, la Fun Radio Ibiza Experience revient à l'AccorHotels Arena de Paris[79].
- du 19 au 22 avril : le groupe de radios Ferarock s'installe à la 41e édition du Printemps de Bourges, pour deux heures d'émission quotidienne[80].
- 23 avril : des acteurs de la Comédie-Française jouent le feuilleton radiophonique Les Cigares du pharaon à la Maison de la Radio, à Paris[81].
- 6 et 7 mai : Radio FG est le partenaire officiel de la 5e édition du Marvellous Island Festival, festival electro qui se déroule sur la plage de Torcy, en Île-de-France[82].
- 12 et 13 mai : Europe 1 est partenaire de l'Eurovision 2017 et diffuse plusieurs émissions en direct de Kiev[83].
- du 17 au 28 mai : RFI, France Bleu Azur, Europe 1 et RTL, notamment, font vivre aux auditeurs le Festival de cinéma de Cannes[84],[85],[86],[87].
- du 1er juin au 29 juillet : pour les 50 ans de la sortie de l'album mythique des Beatles Sgt Pepper's Lonely Hearts, Radio France présente une exposition-expérience[88].
- 18 et 19 juin : RFM est partenaire de Phil Collins pour deux concerts en France, après douze ans d'absence[89].
- 21 juin : RFI propose une diffusion mondiale du concert organisé par le Ministère de la Culture à Paris, depuis le Palais-Royal[90].
- 27 juin : la SCAM propose aux auditeurs, dans ses locaux, une écoute collective de la radio avec un casque sur les oreilles, c'est la 17e nuit de la Radio[91].
- du 27 juin au 1er juillet : Rire et Chansons est le partenaire officiel du premier Festival d'Humour M'Rire à Marseille[92].
- du 28 au 30 juin : Europe 1, partenaire de la 7e édition du Marrakech du rire, anime ses émissions depuis le festival[93].
- 30 juin : Radio Classique programme Viva Verdi !, son grand concert de l'été, en direct du Théâtre des Champs-Élysées[94].
- 11 juillet : la mairie de Nice et le Nice Jazz Festival ont confié à Radio FG la direction artistique de la soirée de clôture de la 7e édition de Jazz off[95].
- du 17 au 23 juillet : France Musique mobilise ses équipes pour diffuser la programmation du festival Radio France Occitanie Montpellier[96].
- 25 et 26 août : les radios Ferarock embarquent leur studio mobile à Charleville-Mézières pour un direct de la 13e édition du Cabaret vert[97].
- 30 septembre : après quatre ans d'absence, Michel Sardou commence une tournée intitulée Dernière Danse en France, Belgique et Suisse, avec le soutien de Nostalgie[98].
- du 18 au 21 octobre : après les votes des auditeurs, la 5e édition des Fun Radio DJ Awards récompense les lauréats depuis Amsterdam[99].
- 4 novembre : la 19e cérémonie des NRJ Music Awards se déroule depuis le Palais des festivals et des congrès de Cannes[100].
- 8 novembre : la 6e édition des NRJ DJ Awards a lieu en direct sur l'antenne de NRJ depuis le MICS (Monaco international clubbing show) à Monaco[101].
- 8 novembre : à l'occasion de l'ouverture attendue du Louvre Abou Dabi, RFI prévoit une couverture multilingue de l'événement sur les cinq continents[102].
- 25 et 26 novembre : la 6e édition de la manifestation Radio France fête le livre, avec Dany Laferrière, est placée sous le signe de l'éducation et de la francophonie[103].
- 30 novembre : deuxième édition du concert, à l'Auditorium de Radio France, mêlant hip-hop et musique symphonique[104].
- du 7 au 9 décembre : Rennes accueille la 22e édition du festival Bars en Trans, d'où sont produites en direct trois émissions pour les radios Ferarock[105].

### Événements sportifs
- du 2 au 14 janvier : RMC propose des points réguliers sur la 39e édition du rallye raid Dakar[106].
- du 11 au 29 janvier : Hit West est la radio officiel de la fanzone de France Handball 2017, en direct du Parc des expositions de la Beaujoire à Nantes[107].
- du 11 au 29 janvier : Radio France est la radio officielle du 25e championnat du monde de handball masculin et déploie un dispositif d'envergure[108].
- 14 janvier : match d'ouverture de la coupe d'Afrique des nations de football 2017, à Libreville (Gabon), couvert en direct par Africa no 1, en partenariat avec BBC Afrique[109].
- du 14 janvier au 5 février : pour la 31e édition de la Coupe d'Afrique des nations de football, RFI diffuse tous les matches en direct sur son antenne Afrique et à Paris[110].
- 22 février : dans le cadre de la Ligue Europa de Football, Radio Scoop consacre une journée au match opposant le club de Saint-Étienne à Manchester United[111].
- du 3 au 9 avril : Radio 6 est en direct des 31e rencontres internationales de cerfs-volants de Berck[112].
- du 20 au 28 mai : France Bleu Pays Basque déploie des moyens exceptionnels pour couvrir les championnats du monde de surf à Biarritz[113].
- du 1er au 22 juillet : RTL mobilise quatre journalistes pour un suivi quotidien du Tour de France, avec en plus Le Club Jalabert diffusé tous les soirs[114].
- 13 et 14 septembre : RTL réalise deux journées spéciales en relation avec la désignation officielle des villes hôtes des Jeux olympiques d'été de 2024 et 2028 par le CIO[115].
- 24 septembre : pour la troisième année consécutive, Radio France ouvre le cœur de la Maison de la Radio pour fêter le sport avec l'ONG Play international[116].
- du 7 au 10 décembre : RMC organise la 10e édition des RMC Sport Games depuis la station de ski de Val-d'Isère[117].

## Considérations techniques et progrès en 2017
- du 29 au 31 janvier : lors du Salon de la Radio de Paris, WinMédia, PHF et Reezom présentent un studio entièrement automatisé avec les dernières technologies IP Audio[118].
- 21 avril : la société bordelaise WorldCast Systems lance un réémetteur solaire très économique et résistant aux conditions environnementales[119].
- 1er juin : en France, le CSA devrait permettre les accès à la RNT à FIP, Mouv' et RFI, sur Lille, Lyon et Strasbourg[120].
- 7 novembre : depuis l'Assemblée générale du WorldDAB, le CSA français fait savoir qu'il entend couvrir, en trois ans, la trentaine de villes de plus de 200 000 habitants[121].

## Conférences, séminaires, salons et festivals en 2017
- du 29 au 31 janvier : le Salon de la Radio 2017 accueille les professionnels anglais de la radio à la Grande halle de la Villette, à Paris[122].
- 30 janvier : journée professionnelle 100 % audio digital pour la 6e édition des Rencontres Radio 2.0, qui rejoignent, cette année, le Salon de la Radio[123].
- du 31 janvier au 5 février : le 14e festival de la radio et de l'écoute Longueur d'Ondes se déroule à Brest[124].
- du 20 au 27 février : SudFormadia, l'école qui souhaite mettre en valeur les contenus radiophoniques, organise la 1re édition de son Festival des radios[125].
- du 15 au 17 mars : le Centre international des congrès de Tours accueille les Assises du journalisme, lesquels proposent une conférence sur l'avenir de la radio[126].
- 23 mars : un colloque sur les enjeux du journalisme se tient à Paris, sous l'égide de l'Unesco, pour que chercheurs, journalistes et représentants des médias débattent[127].
- 25 mars : le GRER organise, à Paris, un séminaire sur les temporalités de la radio[128].
- du 28 avril au 6 mai : Radio Campus Paris coorganise la 4e édition du festival de création radiophonique et scénique, intitulé Brouillage[129].
- du 14 au 16 mai : les plus de 130 radios du GIE Les Indés Radios sont réunies à Berlin pour une nouvelle convention[130].
- 19 et 20 mai : la Confédération nationale des radios associatives tient son 23e congrès annuel au Palais du Luxembourg, à Paris[131].
- 14 septembre : le congrès du Syndicat national des radios commerciales s'est réuni à Reims, reconduisant Jean-Paul Raulin à la présidence[132].
- 7 et 8 novembre : l'assemblée générale du WorldDAB se tient à Paris[133].
- du 16 au 18 novembre : un colloque international du GRER se tient à Bordeaux et traite des enjeux, statuts, missions et programmes de la radio au service du public[134]

## Nominations à des postes-clés en 2017
- 2 janvier : Fabien Namias perd sa casquette de directeur général délégué d'Europe 1, remplacé par Richard Lenormand[135].
- 6 janvier : Cécilia Ragueneau, ex-patronne d'I-Télé, remplace Franck Lanoux à la direction générale de RMC, ce dernier étant promu en interne[136].
- 19 janvier : Mathieu Gallet est élu président de l’association des MFP, remplaçant Gilles Marchand, désigné au poste de Directeur général de la SSR[137].
- 24 janvier : Didier Vachon est nommé directeur de l'information du réseau France Bleu, remplaçant Claude Bruillot qui évoluera au sein de Radio France[138].
- 25 janvier : Carole Bienaimé et Jean-François Mary sont confirmés pour intégrer le CSA français[139],[140].
- 20 avril : Arnaud Lagardère prend la présidence d'Europe 1 à la place de Denis Olivennes[141], recrutant Frédéric Schlesinger le 25 avril[142].
- 2 mai : Frédéric Schlesinger devient vice-président du pôle FM de Lagardère, regroupant les stations Europe 1, Virgin Radio et RFM.
- 17 mai : Laurent Guimier devient directeur des antennes et des contenus de Radio France pour remplacer Frédéric Schlesinger[143].
- 30 mai : Vincent Giret est nommé Directeur de France Info, rejoignant aussi le Comité stratégique de Radio France[144].
- 2 juin : Alain Liberty est élu à la tête du SIRTI, qui devient en même temps le Syndicat des radios indépendantes, succédant ainsi à Olivier Ramond[145].
- 1er juillet : Dominique Paoli prend la présidence de Radio Courtoisie, succédant ainsi à Henry de Lesquen.
- 21 juillet : la presse révèle la nouvelle organisation interne autour d'Europe 1, voulue par Frédéric Schlesinger[146] :
  - Emmanuel Perreau est installé comme directeur délégué d'Europe 1, aux programmes et à l'antenne, Nathalie André disparaissant du nouvel organigramme ;
  - Jean Béghin, autre débauché de Radio France, est nommé adjoint du pôle radio de Lagardère Active ;
  - Donat Vidal est nommé directeur délégué à l'information ;
  - Bérengère Bonte est nommée directrice adjointe de la rédaction d'Europe 1.
- 1er août : Bérénice Ravache devient directrice de FIP, succédant ainsi à Anne Sérode, avec pour mission de poursuivre le développement de la station sur tous les supports[147].
- 14 septembre : Laurent Ripoll devient le directeur de l'antenne de Chérie[148].

## Carrières des animateurs ou autres collaborateurs en 2017

### Janvier - Février - Mars 2017
- 2 janvier : Jean-Pierre Elkabbach quitte Europe 1, étant remplacé par Fabien Namias à la tête de l'interview politique quotidienne de 8 h 20 en semaine[135],[149].
- 3 janvier : Helena Morna et Sonia Mabrouk prennent de l'importance sur l'antenne d'Europe 1, qui entend ainsi enrayer la baisse de ses audiences[150].
- 9 janvier : Gérard Davet et Fabrice Lhomme, journalistes du quotidien Le Monde deviennent interviewers politiques chaque vendredi sur Radio Nova[151].
- 14 janvier : Jean-Luc Petitrenaud vient renforcer la grille de Sud Radio, station qui entend privilégier ainsi les axes terroir, gastronomie et plaisirs de la table[152].
- 30 janvier : Ariel Wizman effectue un retour aux sources sur Radio Nova en y présentant une émission hebdomadaire de 30 minutes à base d'interview[153].

### Avril - Mai - Juin 2017
- 3 avril : Thomas Thouroude arrive sur Europe 1 pour animer une émission de libre antenne à la place d'Helena Morna[154].
- 26 avril : Pierre-Emmanuel Barré démissionne de France Inter, la station ayant refusé de diffuser sa chronique dans l'entre-deux-tours de la présidentielle en France[155].
- 2 mai : Arthur, propriétaire de la station OÜI FM, revient à l'animation de la matinale sur cette antenne après onze ans d'absence[156].
- 8 mai : Patrick Cohen annonce qu'il quitte la matinale de France Inter et arrive sur Europe 1 au 7/9[157].
- 9 mai : Marie Martinod, vice-championne olympique en 2014 de ski acrobatique half-pipe, intègre la Dream Team Sport de RMC[158].
- 11 mai : Nicolas Demorand reprend le 7/9 avec Léa Salamé, à partir de la rentrée de septembre 2017, à la suite de la démission de Patrick Cohen[159].
- 17 mai : Thomas Sotto apprend qu'il est remplacé par Patrick Cohen à la matinale d'Europe 1[160].
- 23 mai : Vincent Cerutti est écarté de la matinale de Chérie FM à la rentrée septembre, Stéphanie Loire restant quant à elle dans cette case[161].
- 29 mai : Philippe Meyer annonce en direct son limogeage par Radio France, lors de son émission L'Esprit public sur France Culture[162].
- 1er juin : Adeline François annonce qu'elle quitte RTL, saisissant une opportunité professionnelle offerte à la télévision sur BFMTV[163].
- 15 juin : Natacha Polony reçoit une lettre mettant un terme à tous ses contrats avec son employeur Europe 1[164].
- 16 juin : Daphné Bürki rejoint les rangs de la station Europe 1 à la rentrée prochaine[165].
- 16 juin : Roselyne Bachelot quitte RMC à la rentrée, alors qu'elle y animait, depuis un an, une émission qui réalisait des scores encourageants[166].
- 28 juin : Bruce Toussaint récupère la matinale de France Info laissée vacante par le départ de Fabienne Sintes à la rentrée prochaine[167].
- 29 juin : Arnaud Tsamère a décidé de ne pas signer pour une nouvelle saison de la matinale de RTL2[168].
- 30 juin : Sébastien Cauet quitte le groupe NRJ après 7 ans d'antenne, cédant sa place à la rentrée à Guillaume Pley sur NRJ[169].
- fin juin : Ali Baddou prend du galon à France Inter, puisqu'on annonce qu'il reprend le 12/14 dominical de la station, succédant ainsi à Nicolas Demorand[170].
- fin juin : Fabienne Sintes, qui assurait la matinale de France Info, remplace Nicolas Demorand pour la tranche 18/20 de France Inter[170].

### De juillet à décembre 2017
- 2 juillet : Aline Pailler annonce dans son émission Le temps buisonnier sur France Culture qu'elle est heureuse de prendre sa retraite[171].
- 4 juillet : Anne Roumanoff est remplacée par Matthieu Noël à la rentrée sur Europe 1, elle perd la case qu'elle occupait depuis septembre pour basculer le samedi[172].
- 6 juillet : Philippe Vandel est choisi par Europe 1 pour parler des médias quotidiennement durant une demi-heure, dans la grille de rentrée de la station[173].
- 7 juillet : Stéphane Carpentier présente sa dernière matinale RTL Petit Matin, mais le journaliste reste toujours sur RTL[174].
- 10 juillet : Tanguy Pastureau, l'humoriste de RTL, va intégrer l'émission de Nagui La Bande originale, sur France Inter, la saison prochaine[175].
- 12 juillet : Hélène Jouan, figure historique de France Inter, rejoint la radio privée Europe 1 à la rentrée 2017[176].
- 12 juillet : Antoine de Caunes est annoncé en quotidienne sur France Inter à la rentrée 2017, par un tweet de Mathieu Gallet[177].
- 13 juillet : Vincent Hervouët est recruté par Europe 1 pour prendre en charge l'actualité internationale dans la matinale de Patrick Cohen[178].
- 16 juillet : Audrey Pulvar fait ses adieux au journalisme, faisant ce choix du fait de sa nomination à la tête de la fondation Nicolas-Hulot[179].
- 20 juillet : Fabien Namias quitte Europe 1 pour rejoindre LCI prochainement[180].
- 21 juillet : Maïtena Biraben arrive sur RMC à partir du 28 août prochain, pour animer un talk-show d'opinion sur l'actualité, la station se séparant de Roselyne Bachelot[181].
- 23 juillet : Emmanuel Faux, qui a effectué 30 ans d'antenne sur Europe 1, fait ses adieux à la station ce dimanche, sans pour autant partir à la retraite[182].
- 24 juillet : Sophie Paolini et Anaïs Castagna rejoignent RMC à la rentrée 2017, pour renforcer l'équipe officiant dans la matinale[183].
- 28 juillet : Pierre Ducrocq est recruté par RMC en vue de la coupe du monde 2018 de football qui se tiendra en Russie[184].
- 9 août : Henri Guaino livrera chaque matin un éditorial politique dans la matinale de Sud Radio à partir de la rentrée prochaine[185].
- 23 août : Hélène Roussel anime désormais Le Cinq sept sur France Inter[186].
- 24 août : Thomas Thouroude poursuit son parcours sur Europe 1 pour animer l'émission Y'a pas péno, un jeu sur le football avec Julien Cazarre et Didier Roustan[187].
- 28 août : Ariel Wizman, Bertrand Chameroy et Élisabeth Assayag entoureront quotidiennement et en direct Daphné Bürki durant toute la saison 2017-2018 sur Europe 1[188].
- 28 août : Matthieu Noël et Guy Carlier seront dorénavant présents tous les jours à midi sur Europe 1[188].
- 28 août : Amandine Bégot rejoint la matinale d'information de RTL pour présenter le journal de 7 h 30 et la revue de presse de RTL Matin[189].
- 28 août : Samuel Étienne ayant quitté Europe 1, la présentation de la pré-matinale Europe 1 Bonjour est désormais assurée par Raphaëlle Duchemin[190].
- 28 août : Guillaume Pley anime désormais les soirées sur NRJ, avec une émission diffusée également sur NRJ Belgique[191].
- 28 août : Jean-Philippe Doux rejoint Stéphanie Loire pour coanimer désormais la matinale de Chérie avec elle[192].
- 28 août : Pascale Clark et Nassira El Moaddem devraient être éditorialistes, cette saison, auprès de Christophe Hondelatte, sur Europe 1[193].
- 28 août : Julien Sellier prend les commandes de RTL Petit Matin, remplaçant ainsi Stéphane Carpentier[174].
- 28 août : Mélanie Angélie coanime dorénavant la matinale de Virgin Radio, Virgin Tonic, aux côtés de Camille Combal[194].
- 29 août : Cauet ayant animé son émission plusieurs saisons sur NRJ, est désormais sur Virgin Radio pour une quotidienne de soirée intitulée Cauet s'lâche[195].
- 31 août : Natacha Polony et Raphaël Glucksmann rejoignent, en tant que chroniqueurs, Questions politiques, le magazine dominical de France Inter consacré à la politique[196].
- 2 septembre : Natacha Polony devient, cette saison, éditorialiste chaque matin sur Sud Radio[197].
- 3 septembre : Benjamin Sportouch prend les commandes du Grand Jury, succédant à Olivier Mazerolle, ce dernier venant dorénavant enrichir l'offre éditoriale de RTL[198].
- 3 septembre : David Doukhan est le nouveau journaliste organisant le débat, pour Europe 1, de l'émission dominicale Le Grand Rendez-vous[199].
- 4 septembre : Liane Foly est désormais aux commandes d'une quotidienne, l'après-midi, sur Sud Radio, pour la saison nouvelle[200].
- 11 septembre : Xavier de La Porte arrive sur Radio Nova pour présenter une nouvelle émission quotidienne intitulée L'Heure de pointe[201].
- 13 septembre : Jean-Michel Dhuez est annoncé sur Radio Classique pour y animer les après-midis[202].

## Prix en 2017
En recevant des prix liés au média radio en 2017, les personnalités suivantes sont mises à l'honneur :

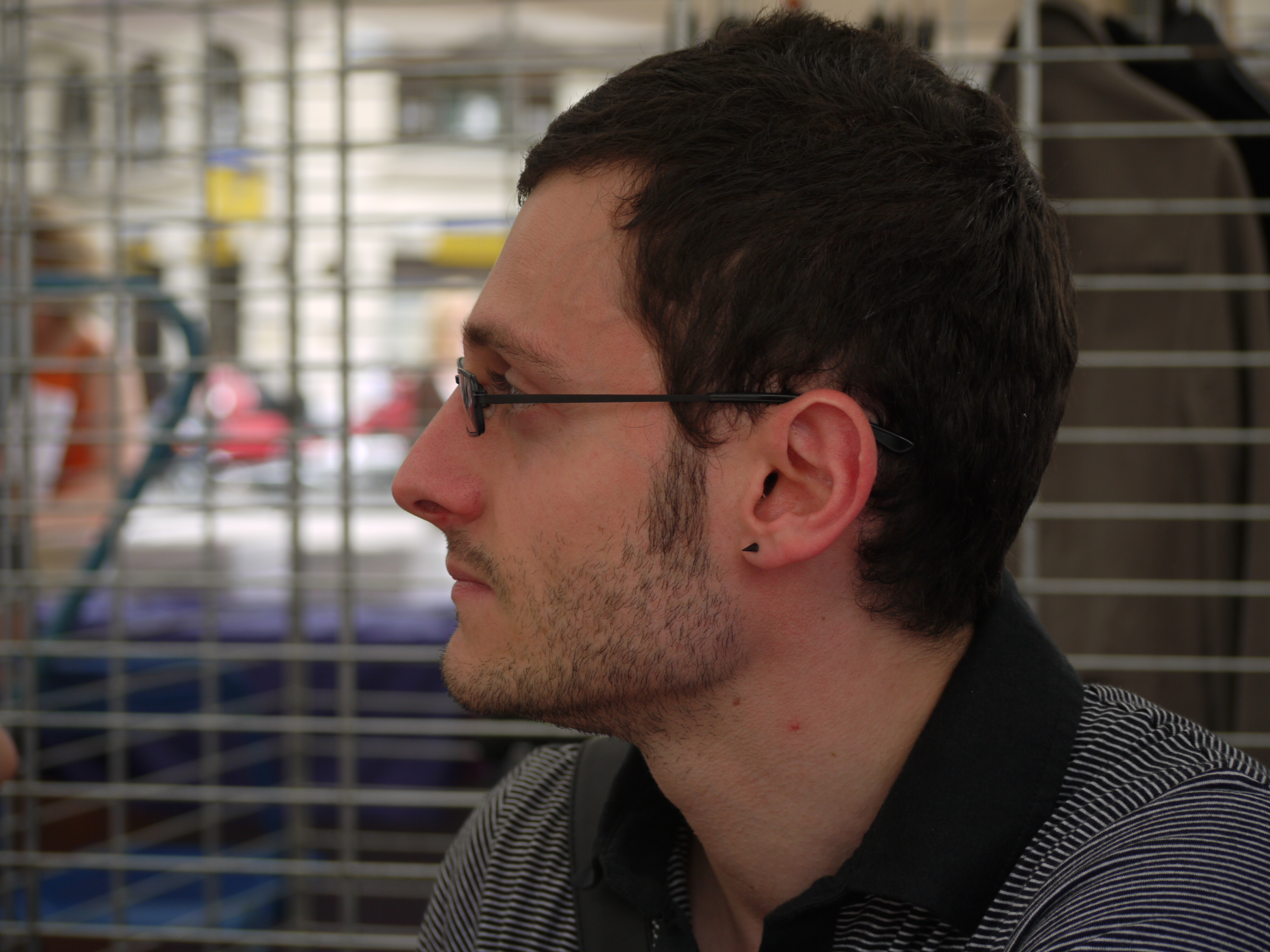
Jean-Baptiste Del Amo en 2009.
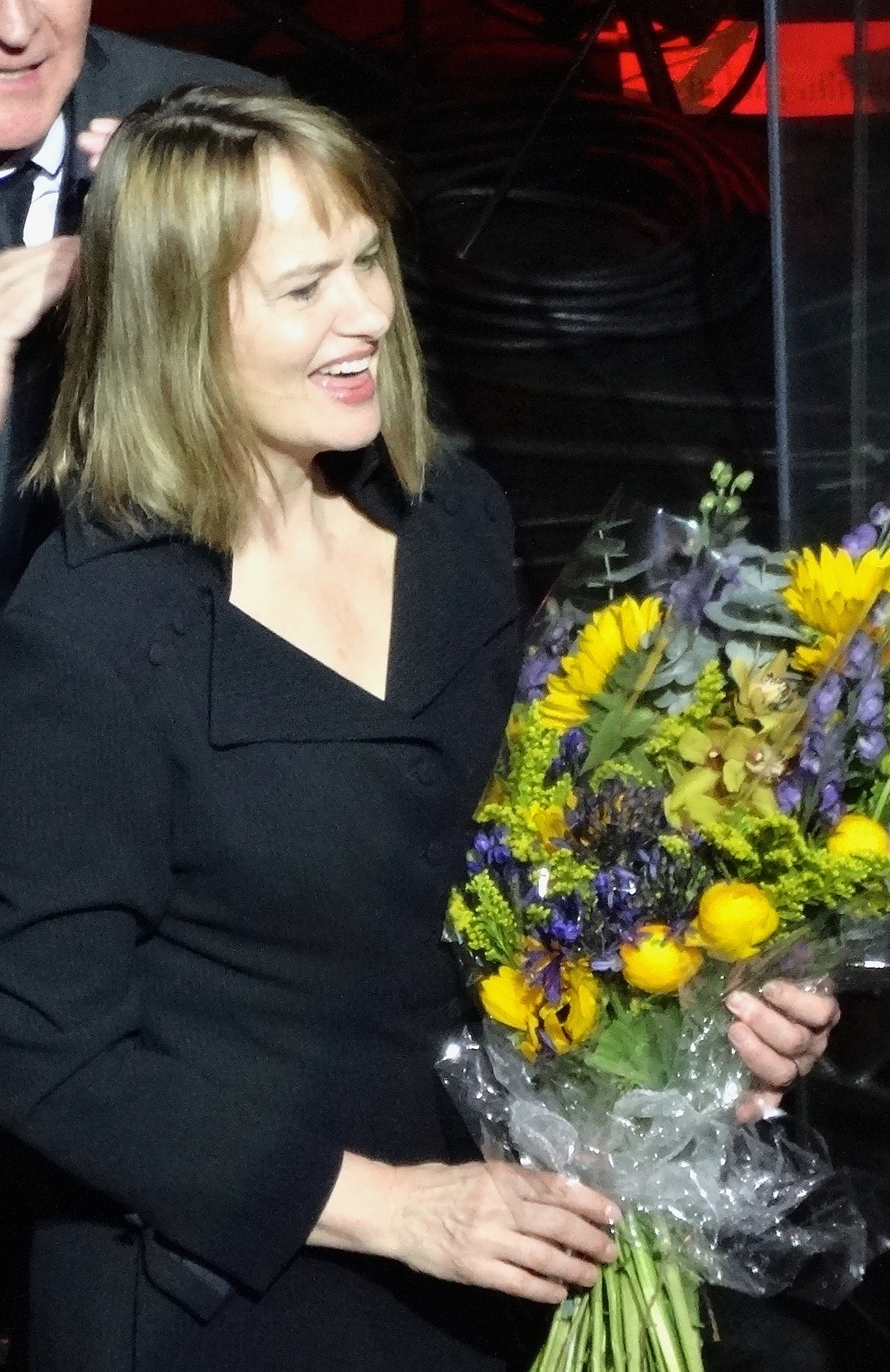
Anne Dudley en 2014.
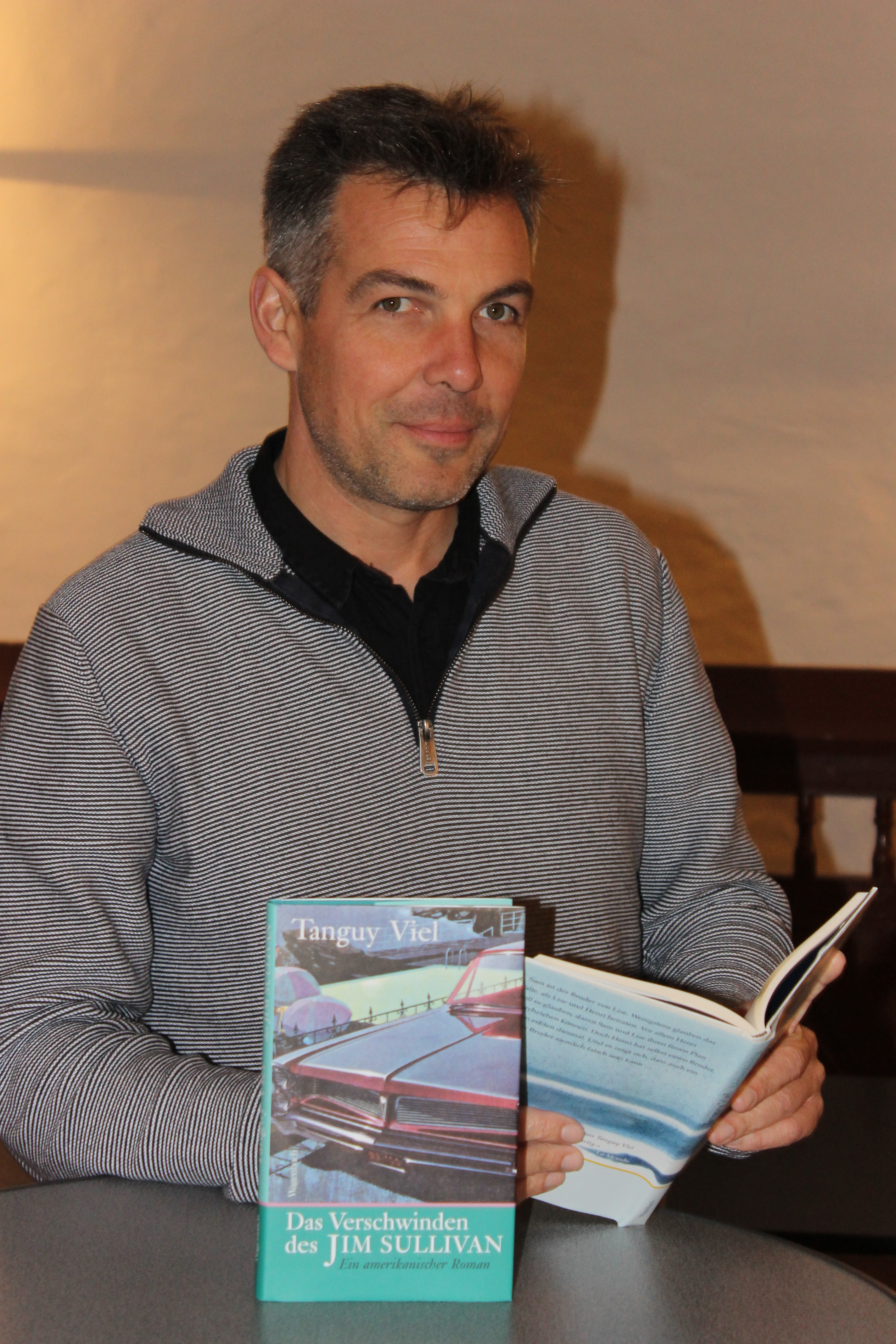
Tanguy Viel en 2015.
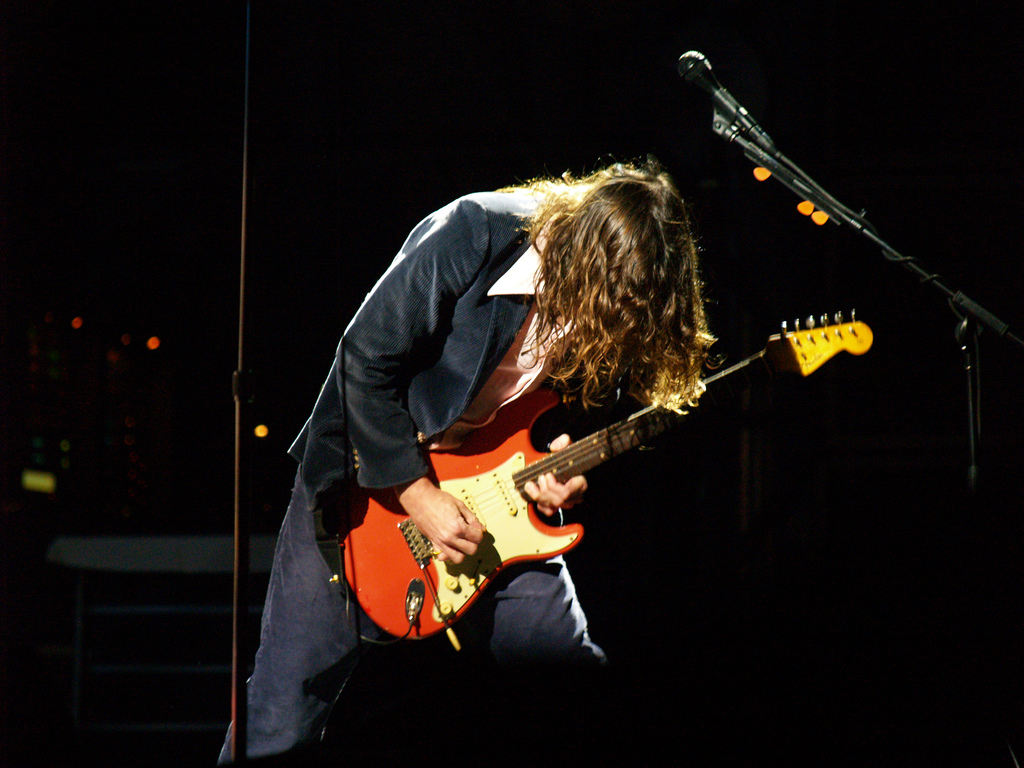
Red Hot Chili Peppers en 2006.
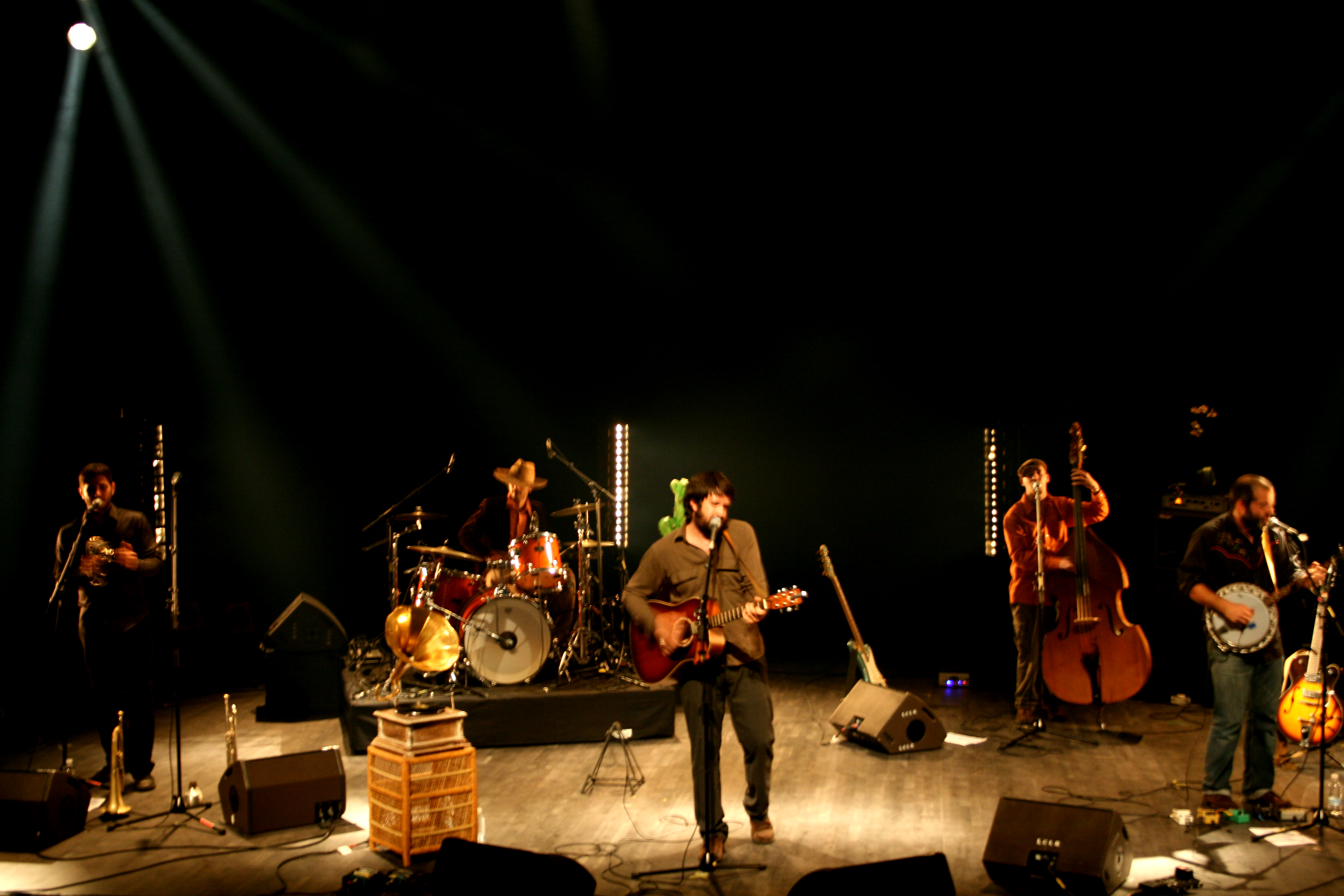
La Maison Tellier en 2008.
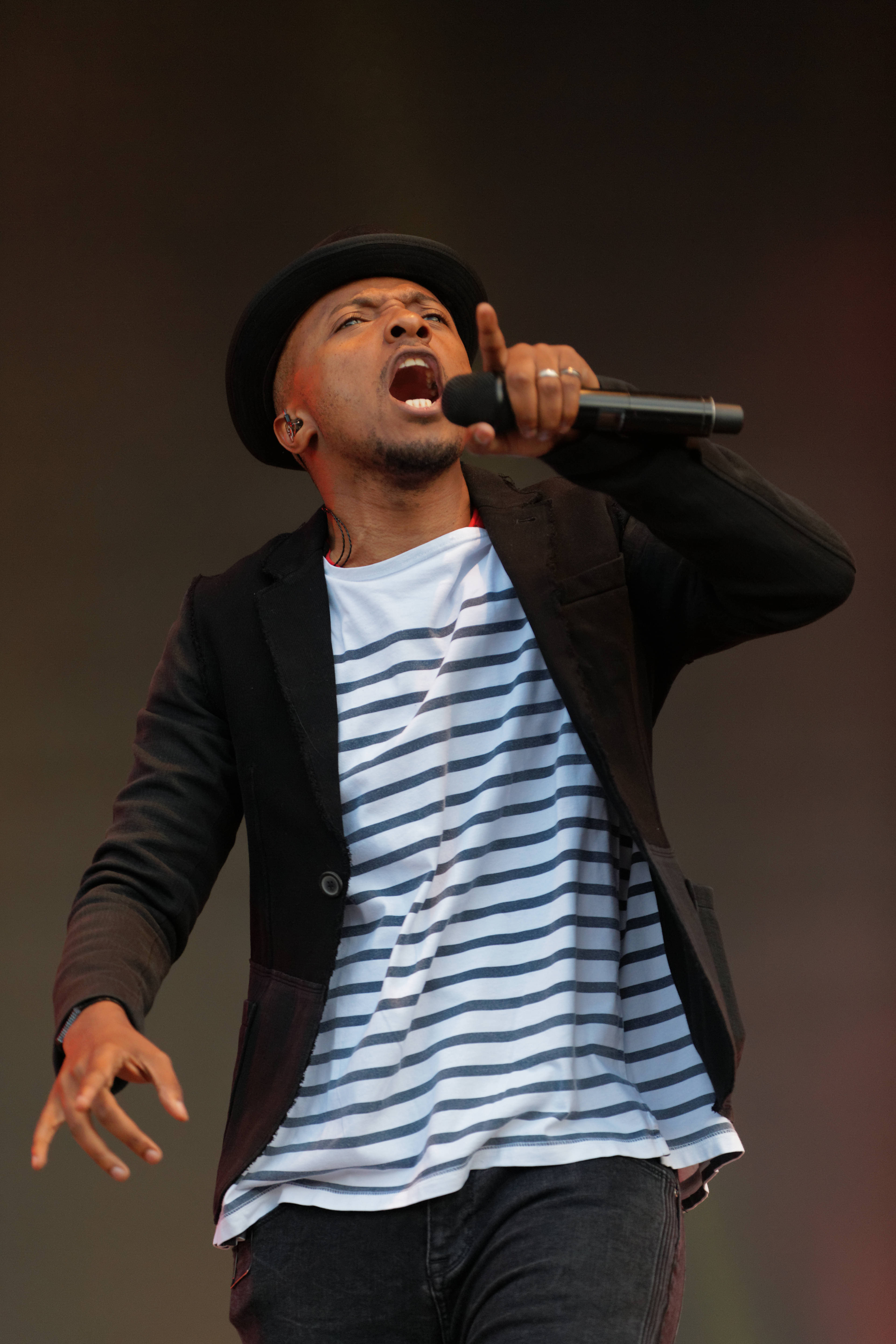
Soprano en 2015.
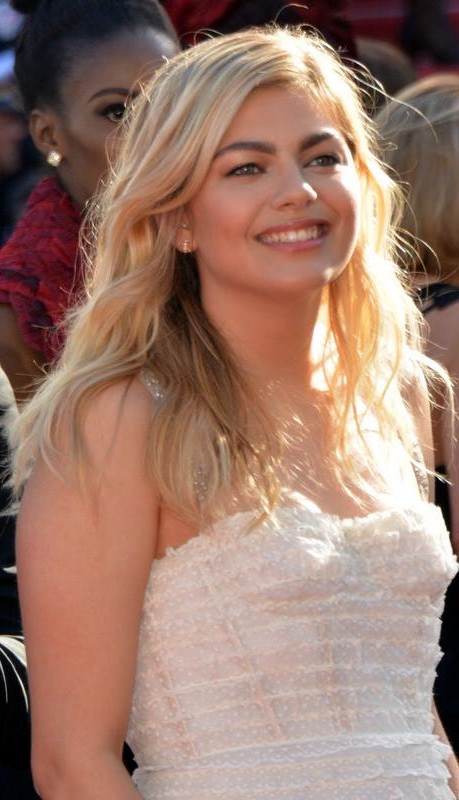
Louane en 2017.
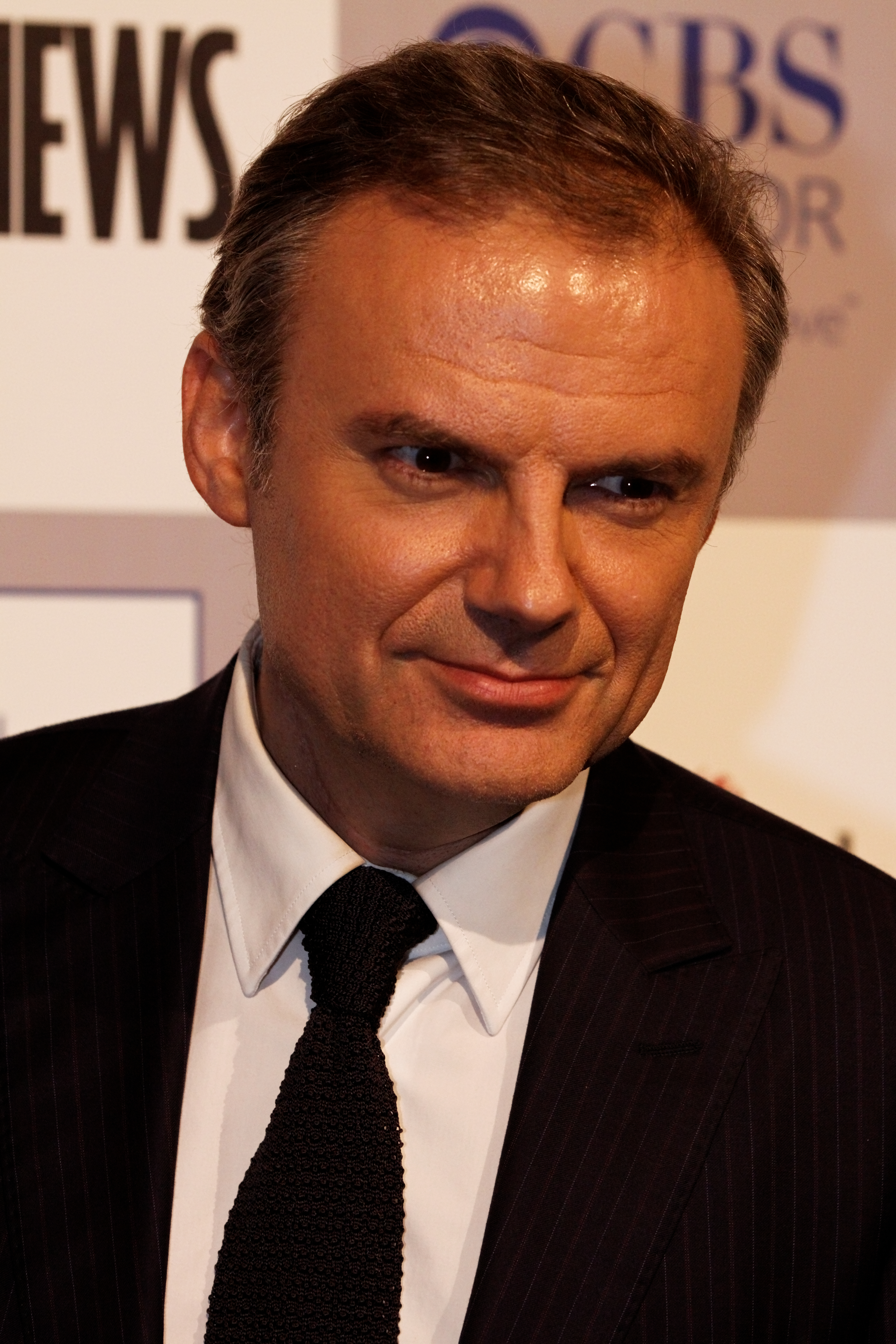
Éric Brunet en 2012.
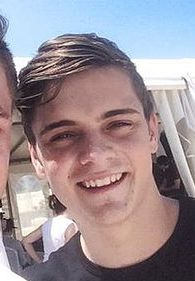
Martin Garrix en 2015.
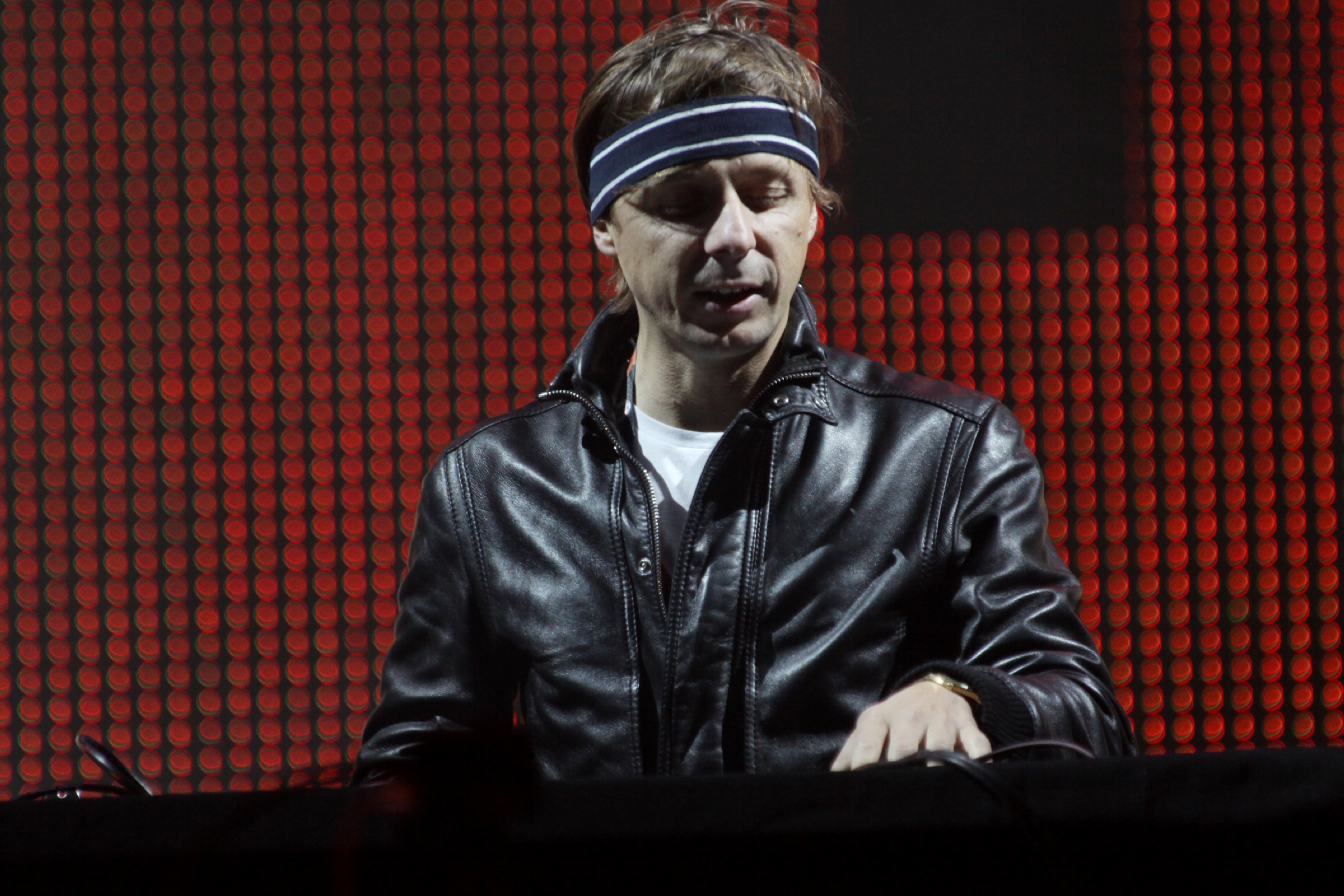
Martin Solveig en 2013.
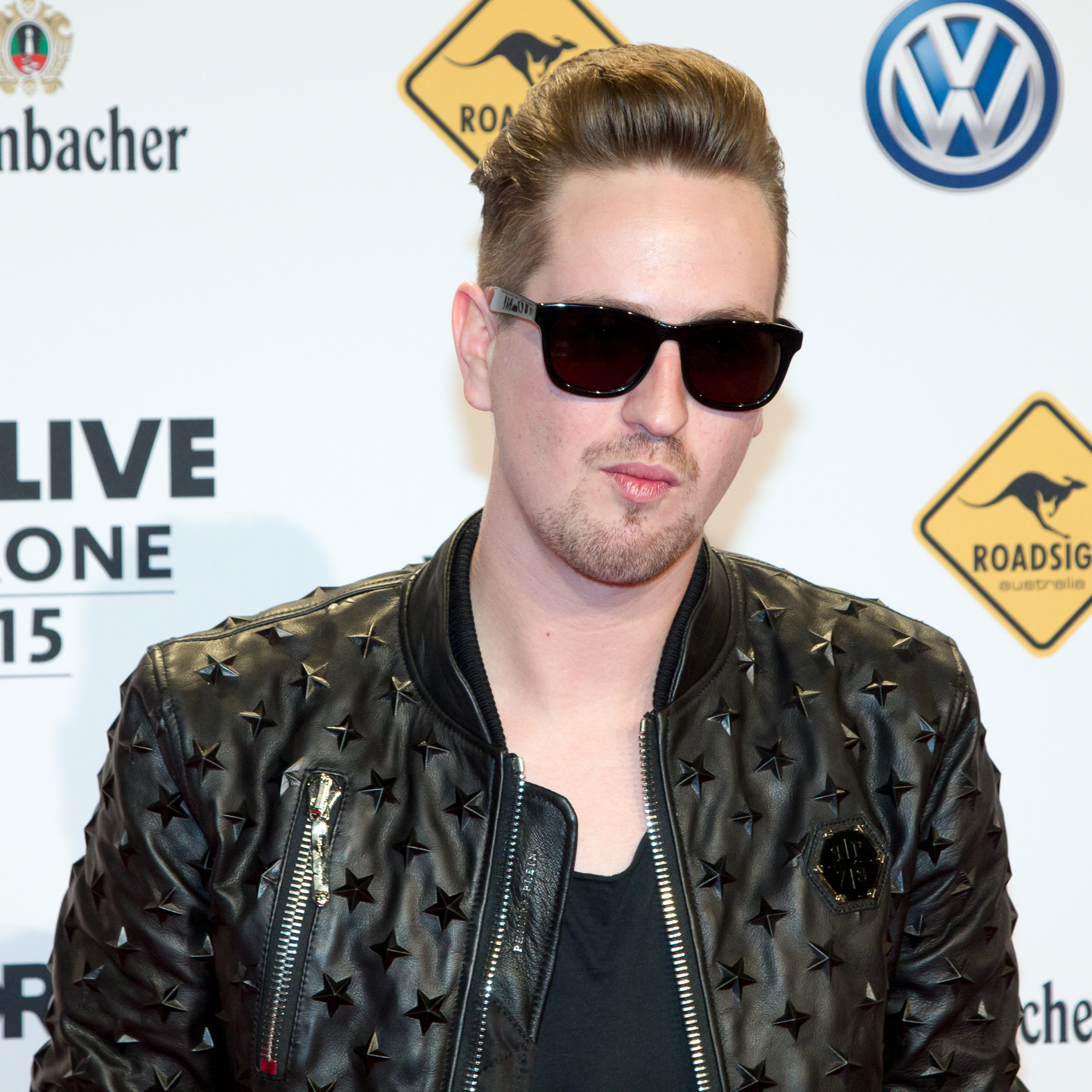
Robin Schulz en 2015.
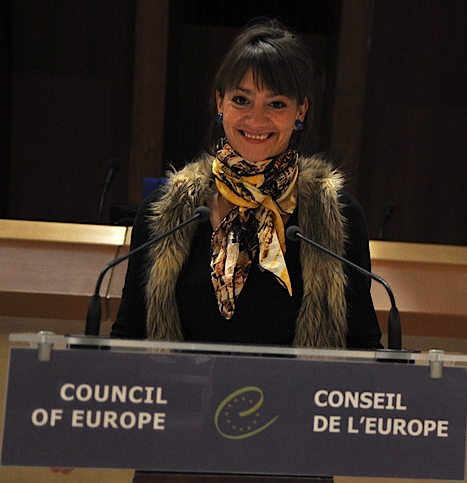
Prune Antoine en 2011.

### Prix Radio France
- Prix France Culture Cinéma des Étudiants : Sébastien Laudenbach reçoit le prix en 2017[203].
- Prix France Culture Cinéma Consécration : Costa-Gavras en est le lauréat en 2017[203].
- Prix international Students Award UniFrance / France Culture : Rudi Rosenberg en est le lauréat en 2017[203].
- Prix France Info de la bande dessinée d'actualité et de reportage : Love story à l'iranienne, de Jane Deuxard et Zac Deloupy, chez l'éditeur Delcourt, reçoit le prix en 2017[204].
- Prix du Livre Inter : le lauréat du prix en 2017 est Jean-Baptiste Del Amo pour son livre Règne animal paru aux éditions Gallimard.[réf. souhaitée]
- Prix France Musique-Sacem de la musique de film : la compositrice britannique Anne Dudley est la lauréate de la 11e édition pour Elle, film de Paul Verhoeven[205].
- Prix du reportage Radio France : Solenne Le Hen est la lauréate du prix, décerné le 7 novembre 2017 pour son reportage Devenir fier d'être Français[206].
- Concours Radio France de la micronouvelle : prix décerné à Noémie Pereira le 26 novembre 2017 dans le cadre de la manifestation Radio France fête le livre[207].
- Prix France Culture-Télérama : prix décerné en 2017 pour le roman Point cardinal, de Léonor de Récondo, paru aux éditions Sabine Wespieser[208].
- Prix des auditeurs du Masque 2017 : 120 battements par minute de Robin Campillo (film français) et Le Caire confidentiel de Tarik Saleh (film étranger).[réf. souhaitée]
- Prix BD du livre politique 2017 : Benjamin Stora et Sébastien Vassant, Histoire dessinée de la guerre d'Algérie, Le Seuil, coll. « documents (h.c.) », 2016, 192 p.

### Prix RFI
- Prix RFI Charles Lescaut : Maxime Jagli, 23 ans, en est le lauréat, il obtient un contrat d'un an comme présentateur-rédacteur sur RFI[209].
- Prix Théâtre RFI : prix remis à Édouard Elvis Bvouma, le 24 septembre 2017, durant Les francophonies en Limousin, le jury étant présidé par Dany Laferrière[210].
- Prix RFI Challenge App Afrique : la deuxième édition du prix récompense Raissa Banhoro, pour son application Lucie, une technique d'alphabétisation avec assistance vocale[211].
- Prix RFI Talents du rire : le jeune congolais Ronsia reçoit ce prix le 9 décembre 2017 dans le cadre du Festival du rire à Abidjan[212].
- Prix découvertes RFI 2017 : le 9 novembre 2017, le jury a désigné le Malien M'Bouillé Koité comme lauréat[213].

### Prix RTL
- Grand Prix RTL-Lire : Tanguy Viel est récompensé le 20 mars 2017 pour son livre Article 353 du Code pénal, paru aux éditions de Minuit[214].
- Grand Prix RTL - Auto Plus : au Salon de Francfort 2017, du 8 au 20 septembre 2017, ont été récompensées la Dacia Duster, la Ferrari Portofino et la BMW Z4 Concept[215].
- Grand Prix RTL de la bande dessinée : Gipi remporte ce prix le 27 novembre 2017 pour La Terre des fils, paru aux éditions Futuropolis[216].
- Album RTL de l'année 2017 : le prix est attribué à Julien Doré pour son album &[217].

### Prix RMC
- Bourse Marc Van Moere : RMC Sport a désigné le lauréat pour l'édition 2017, il s'agit de Mathieu Charré[218].

### Prix Europe 1
- Bourse Lauga-Delmas : Hadrien Bect, en devenant lauréat de cette bourse le 10 mars 2017, bénéficie d'un contrat de six mois dans la rédaction d'Europe 1[219].

### Prix NRJ
- NRJ Music Awards 2017 : le palmarès fait apparaître, le 4 novembre 2017, des artistes comme Ed Sheeran, Soprano ou Louane, entre autres[220].
- NRJ DJ Awards 2017 : le 8 novembre 2017, sont récompensés en particulier Kungs, Martin Garrix, Martin Solveig et Robin Schulz[221].

### Prix Fun Radio
- Fun Radio DJ Awards : ont été récompensés, le 20 octobre 2017, depuis Amsterdam, David Guetta, Tchami, Martin Garrix, Henri PFR et Axwell Λ Ingrosso[222].

### Prix OÜI FM
- OÜI FM Rock Awards : le 14 mars 2017, une cérémonie au Trianon, à Paris, a révélé que le public de OÜI FM a récompensé Red Hot Chili Peppers et La Maison Tellier[223].

### Autres prix en 2017
- Prix Roland-Dorgelès 2017 : récompensant le rayonnement de la langue française à la radio, le lauréat est Éric Brunet[224].
- Prix Varenne de la radio 2017 : le lauréat est Dominique Tenza pour son reportage intitulé « Joigny, cette France qu'on n'entend pas », diffusé en février 2017 sur RTL[225].
- Prix Philippe-Caloni 2017 : Élizabeth Martichoux est la lauréate de la 11e édition de ce prix de l'interviewer de l'année, pour sa maîtrise de l'entretien dans L'Invité de RTL[226].
- Prix Reporters d'espoirs : Inès Léraud, de France Culture, reçoit ce prix en octobre 2017, pour la série de reportages Des citoyens qui changent le monde[227].
- Grand Prix Radiopub Awards : le lauréat 2017 est attribué au spot « LGV de la Région Bretagne » produit par le Studio Synthèse Production de Rennes[228].
- Prix SACD radio 2017 : Nicole Sigal en est la lauréate, et Claire Richard le nouveau talent.[réf. nécessaire]
- Prix Philippe Chaffanjon 2017 (catégorie reportage français) : est primé « Les bruits de la guerre en plein cœur de l’Europe » de Prune Antoine, Gil Skorwid et Jan Zappner[229].
- Prix Bayeux des correspondants de guerre 2017 (catégorie radio) : Gwendoline Debono remporte le prix pour un reportage sur l'entrée dans Mossoul lors de la guerre en Irak[230].

## Distinctions en 2017
Les distinctions institutionnelles ou plus anecdotiques, survenues en 2017, mettent à l'honneur les personnalités suivantes :

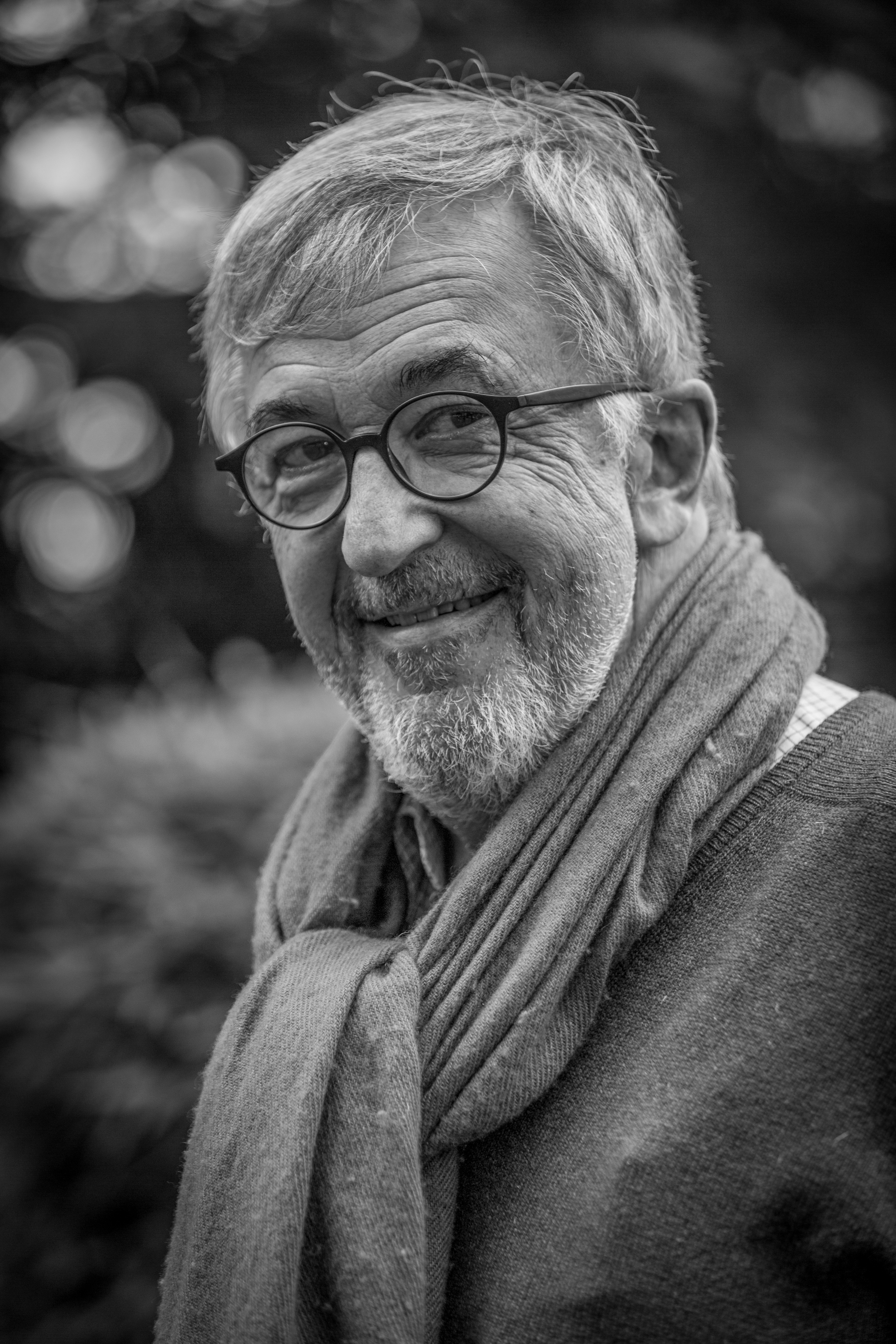
Philippe Meyer en 2015.
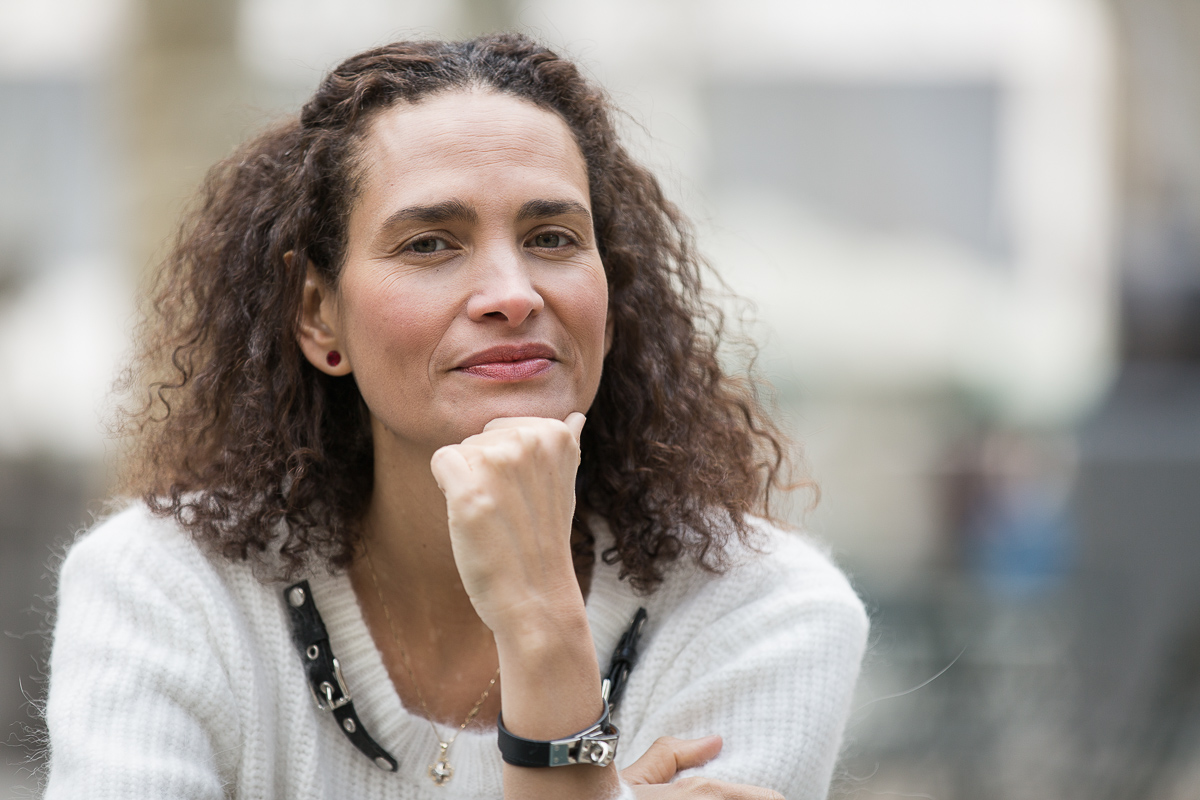
Frédérique Bedos en 2015.
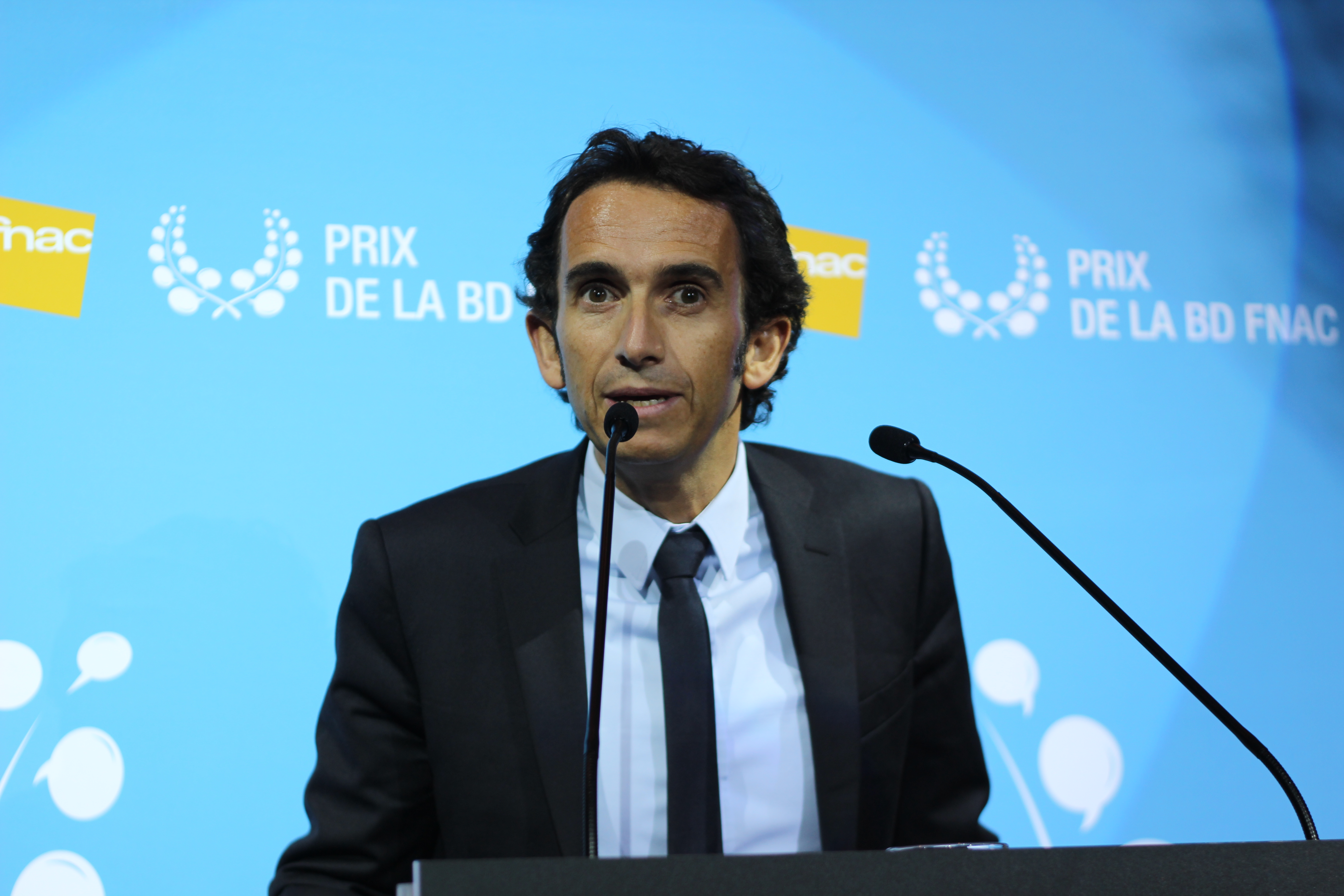
Alexandre Bompard en 2015.
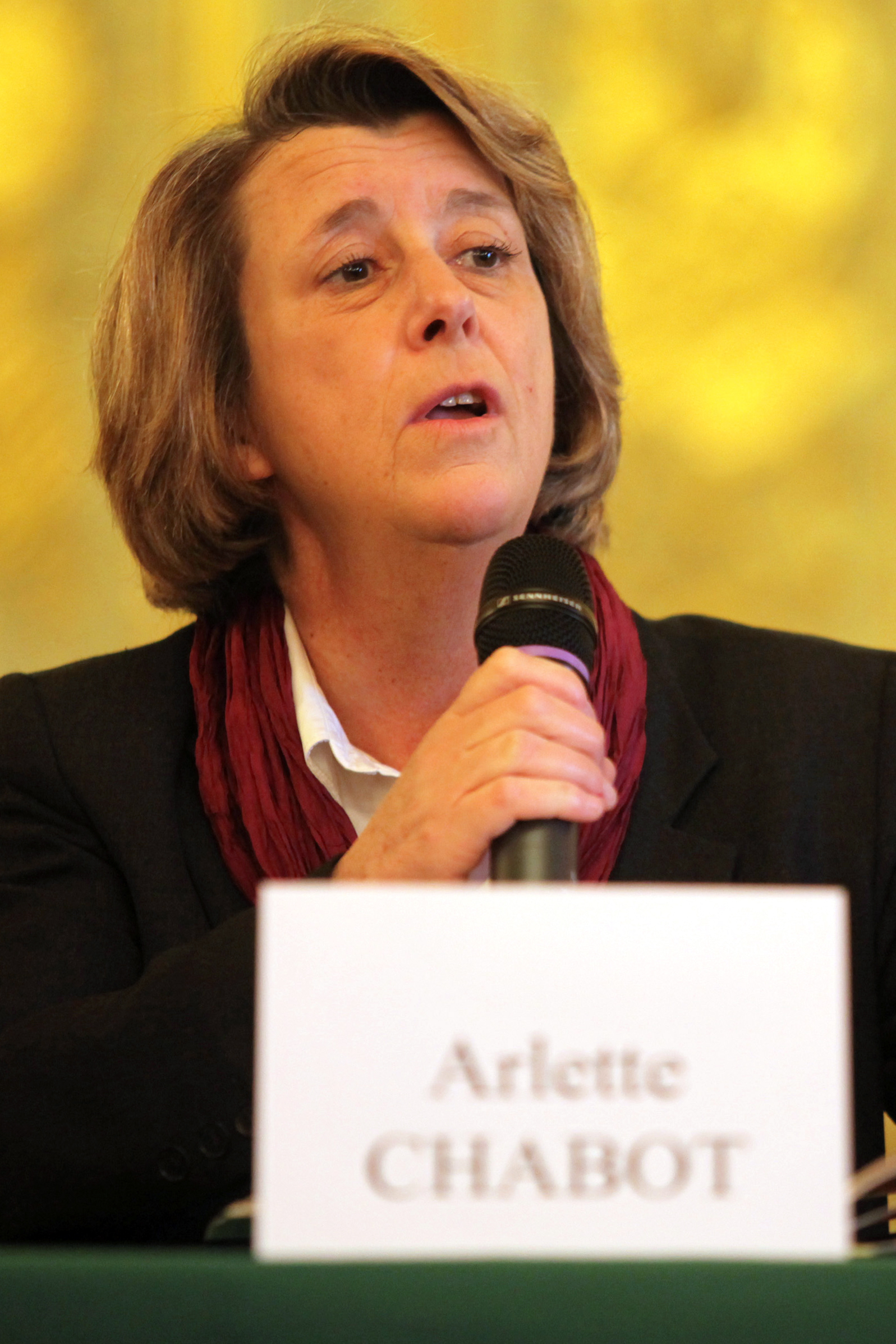
Arlette Chabot en 2009.

- Philippe Meyer, journaliste et homme de radio sur France Inter et France Culture, est fait Grand officier de l'ordre national du Mérite le 2 mai 2017[231].
- Frédérique Bedos, animatrice de radio ayant travaillé pour Rire et chansons et pour Europe 2, est fait Chevalier de l'ordre national du Mérite le 2 mai 2017[232].
- Alexandre Bompard, ancien Président-directeur général d'Europe 1, est nommée Chevalier de l'ordre national du Mérite le 2 mai 2017[233].
- Arlette Chabot, qui a dirigé la rédaction d'Europe 1 en 2011/2012, grande voix de la station, est nommée Officier de la Légion d'honneur le 12 juillet 2017[234].

## Anniversaires en 2017
- 11 et 12 mars : les 20 ans de l'émission C'est arrivé cette semaine, c'est arrivé demain est fêtée sur Europe 1 par David Abiker, son présentateur[235].
- 25 et 26 mars : RTL propose deux émissions d'une durée de deux heures, en public, pour célébrer les 50 ans d'antenne de Philippe Bouvard[236].
- 5 avril : Radio FG fête ses 25 ans, la saison 2016/2017 étant marquée d'émissions spéciales retraçant l'histoire des musiques électroniques et de la scène française[237].
- 28 avril : Arthur évoque, sur Europe 1, ses souvenirs de 30 ans d'animateur/producteur au fil des appels complices ou surprises[238].
- 2 mai : Arthur fête 30 ans de carrière, en revenant ce jour sur les ondes de OÜI FM après 11 ans d'absence[239].
- 1er juin : la station de radio France Info, le premier média tout-info d'Europe en 1987, fête son 30e anniversaire[240].
- 16 juin : Rire et Chansons célèbre les 30 ans de carrière de Pierre Palmade en diffusant en simultané l'émission de France 3 On se refait Palmade[241].
- 24 juin : Tendance Ouest fête les 35 ans de la radio avec une scène musicale de 19h à 1h à Granville et un feu d'artifice tiré depuis la mer[242].
- 8 octobre : Jacques Vendroux fête le 300e numéro de Stade Bleu, l'émission de France Bleu, avec Michel Platini, Alain Giresse, Dominique Rocheteau et Marius Trésor[243].
- 16 novembre : RMC propose un numéro spécial du Super Moscato Show à 16 h pour les 10 ans de l'émission[244].
- 20 novembre : Laurent Gerra, présent sur RTL depuis 2007, entouré d'Yves Calvi et de Jade, fête sa 2500e chronique humoristique[245].
- 5 décembre : France Musique organise une soirée anniversaire pour les 25 ans de Carrefour de Lodéon, l'émission de Frédéric Lodéon[246].

## Décès en 2017
- Lucien Bitterlin, producteur-animateur d'une émission sur le monde arabe à Radio Monte-Carlo, est mort le 17 février 2017 à Téhéran à l'âge de 84 ans[247].
- Jérôme Bernardet, voix des courses hippiques à RTL, est mort le 16 février 2017 à l'âge de 61 ans, des suites d'un cancer[248].
- Jean-Christophe Averty, homme de radio ayant marqué son époque, est mort le 4 mars 2017 à l'âge de 88 ans[249].
- Éliane Victor, conseillère à la direction de la branche audiovisuelle du groupe Hachette, est morte à Paris le 7 mars 2017 à l'âge de 98 ans[250].
- Pierre Bouteiller, grande voix sur Europe 1, Radio France et TSF Jazz, ancien directeur de France Musique, est mort le 10 mars 2017 à Paris à l'âge de 82 ans[251].
- Philippe Adler, spécialiste de jazz sur RTL au début des années 1980, est mort le 13 mars 2017[252].
- Julien Besançon, présentateur renommé de l'information, sur Europe 1, RTL puis RMC, est mort le 14 mars 2017 à Honfleur, dans le Calvados, à l'âge de 85 ans[252].
- Bernard Spindler, rédacteur en chef, reporter, présentateur de journal et animateur d'information, sur RMC, passionné de sport, est mort le 24 mars 2017 à l'âge de 77 ans[253].
- Laurent Sadoux, présentateur renommé sur RFI et voix appréciée des auditeurs africains, est mort le 30 mars 2017, à 51 ans, des suites d'une maladie[254].
- Jean-Pierre Teixidor, animateur d'une émission sportive sur France Bleu Roussillon depuis 27 ans, est mort le 30 mars 2017[255].
- Gérard Lemaire, acteur et animateur de radio français, cofondateur de la radio libre Ici et Maintenant !, est mort le 25 avril 2017 à l'âge de 69 ans[256].
- Alain Méar, membre du CSA français entre 2007 et 2013, très engagé en faveur de la radio aux côtés de Rachid Arhab, est mort le 2 mai 2017 à l'âge de 67 ans[257].
- Jean-Karim Fall, journaliste franco-sénégalais spécialiste de l'Afrique, est mort le 26 mai 2017 à Taormine en Sicile, à l'âge de 59 ans[258].
- Jean-Paul Chifflet, banquier à l'origine du renouveau de Skyrock, à la suite de la mobilisation au printemps 2011, est mort le 25 mai 2017 à Saint-Jean-de-Muzols (Ardèche)[259].
- Henri-Paul Roy, directeur chez NRJ Group puis Lagardère Active, fondateur ensuite d'Hyperworld, est mort brusquement le 4 juin 2017 à Clichy à l'âge de 53 ans[260].
- René Farabet, producteur-coordonnateur de l'Atelier de création radiophonique de France Culture entre 1969 et 2000, est mort à Paris le 20 juin 2017 à l'âge de 83 ans[261].
- Pierre Henry, compositeur français de musique électroacoustique, ayant rejoint à vingt ans la RTF, est mort à Paris le 5 juillet 2017 à l'âge de 89 ans[262].
- Jean-Pierre Enkiri, journaliste français, producteur à France Culture durant plusieurs décennies, est mort à Paris le 12 juillet 2017 à l'âge de 93 ans[263].
- Alexandre Boussageon, journaliste, écrivain et animateur de radio français sur France Inter, est mort le 29 juillet 2017 à l'âge de 62 ans[264].
- Christian Millau, fondateur du guide Gault et Millau et animateur durant 26 ans d'une émission sur Europe 1, est mort à Paris le 5 août 2017 à l'âge de 88 ans[265].
- Gonzague Saint-Bris, écrivain et ancienne voix d'Europe 1, est mort, à l'âge de 69 ans, dans un accident de voiture survenu à Saint-Hymer (Calvados) le 8 août 2017[266].
- Vincent Neveu, animateur des premières années d'Europe 2 et de sa matinale, en particulier, est mort le 20 août 2017[267].
- Henri Marque, journaliste historique de la station RTL, à partir de 1971, est mort le 15 septembre 2017 à l'âge de 90 ans[268].
- Abdelmajid Daboussi, président-fondateur de Radio Soleil, est mort le 10 septembre 2017 à la suite d'une longue maladie[269].
- Paul Wermus, chroniqueur people et des médias, est mort le 18 septembre 2017 à l'âge de 71 ans, des suites d'un cancer du pancréas[270].
- Claude Esclatine, ancien directeur du réseau France Bleu, est mort le 12 octobre 2017 à l'âge de 64 ans[271].
- Philippe Vecchi, collaborateur de radio puis animateur emblématique sur Canal +, est retrouvé mort à son domicile de Roanne le 24 octobre 2017 à l'âge de 53 ans[272].
- Roger Grenier, écrivain et homme de radio français, est mort à Paris le 8 novembre 2017 à l’âge de 98 ans[273].
- Patrick Béthune, comédien spécialisé dans le doublage et voix-off d'Alouette, est mort d'un cancer le 9 novembre 2017 à l'âge de 61 ans[274].
- Jean Breton, le Monsieur Météo historique de RTL est mort le 19 décembre 2017 à l'âge de 81 ans[275].
- Mychèle Abraham, grande voix d'émissions musicales qui ont marqué l'histoire d'Europe 1 dans les années 1970-1980, est morte le 30 décembre 2017[276].

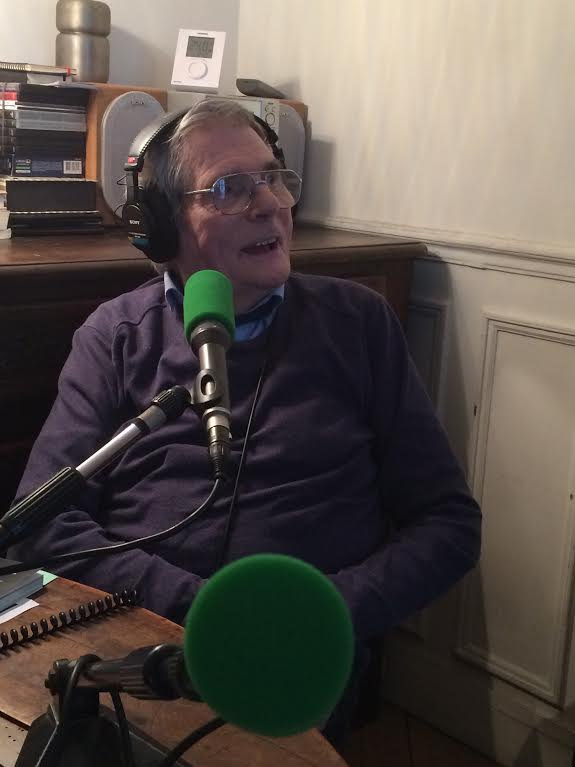
J.Christophe Averty en 2015.
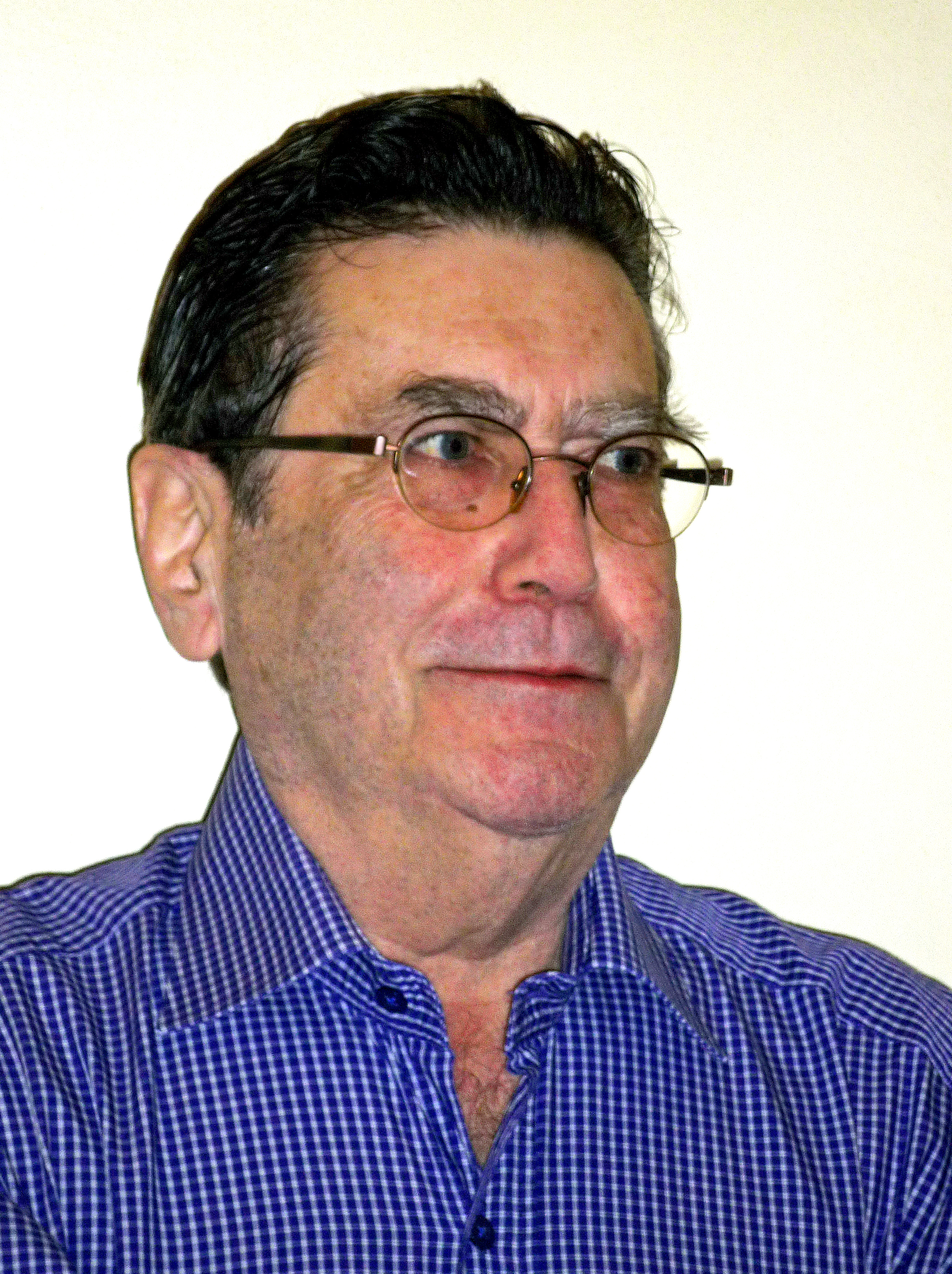
Philippe Adler en 2012.
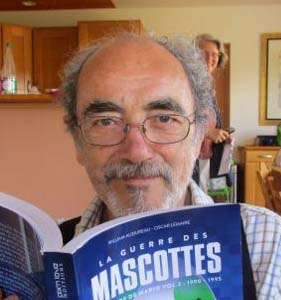
Gérard Lemaire en 2016.
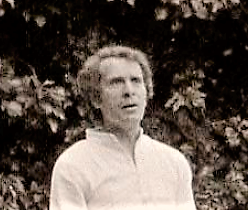
René Farabet en 1975.
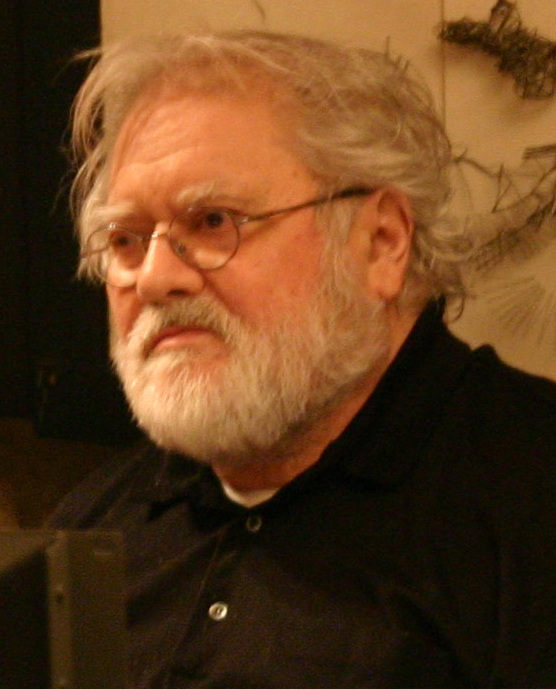
Pierre Henry en 2008.
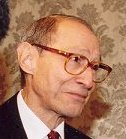
Jean-Pierre Enkiri en 2004.
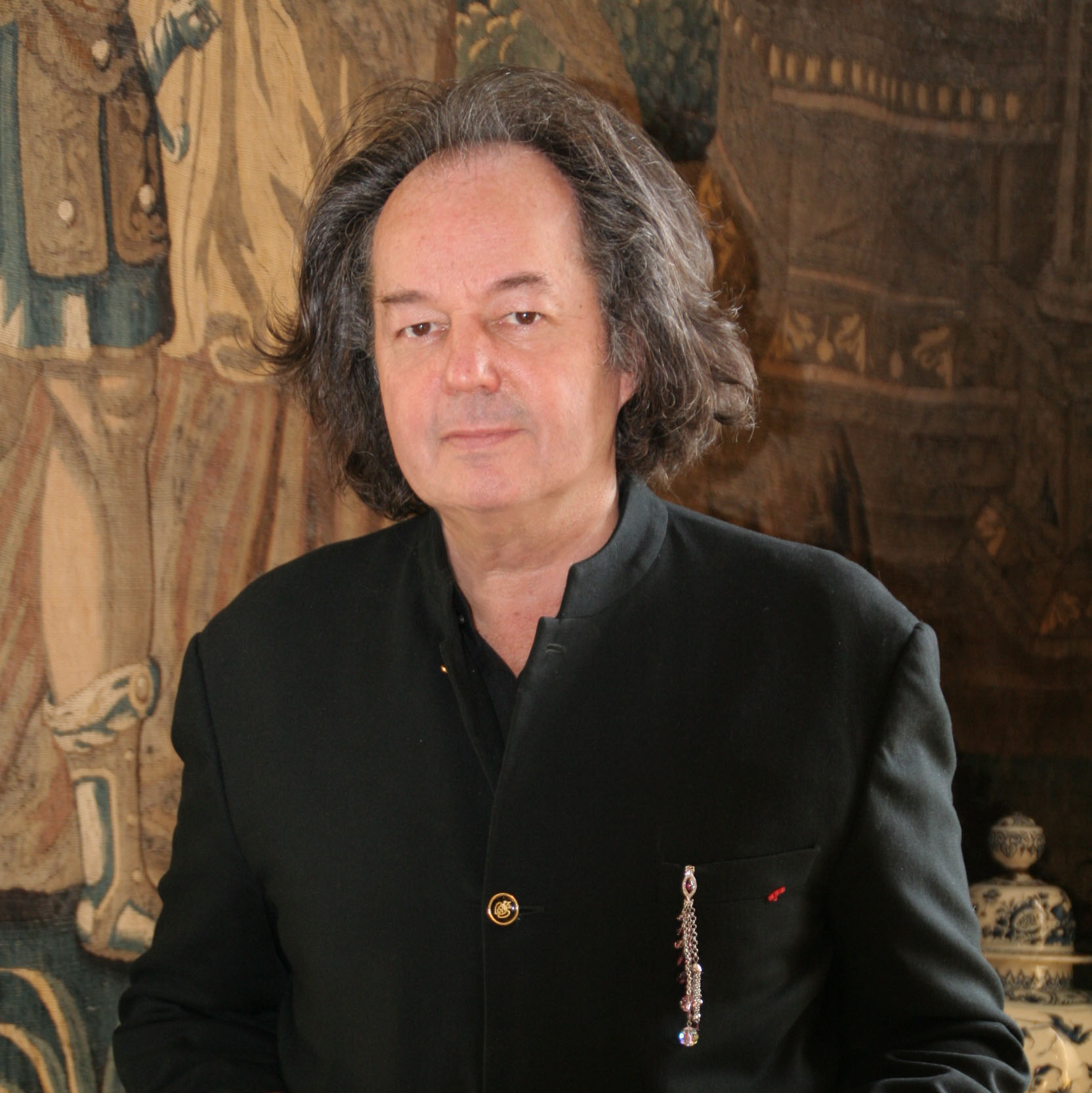
Gonzague Saint-Bris en 2007.
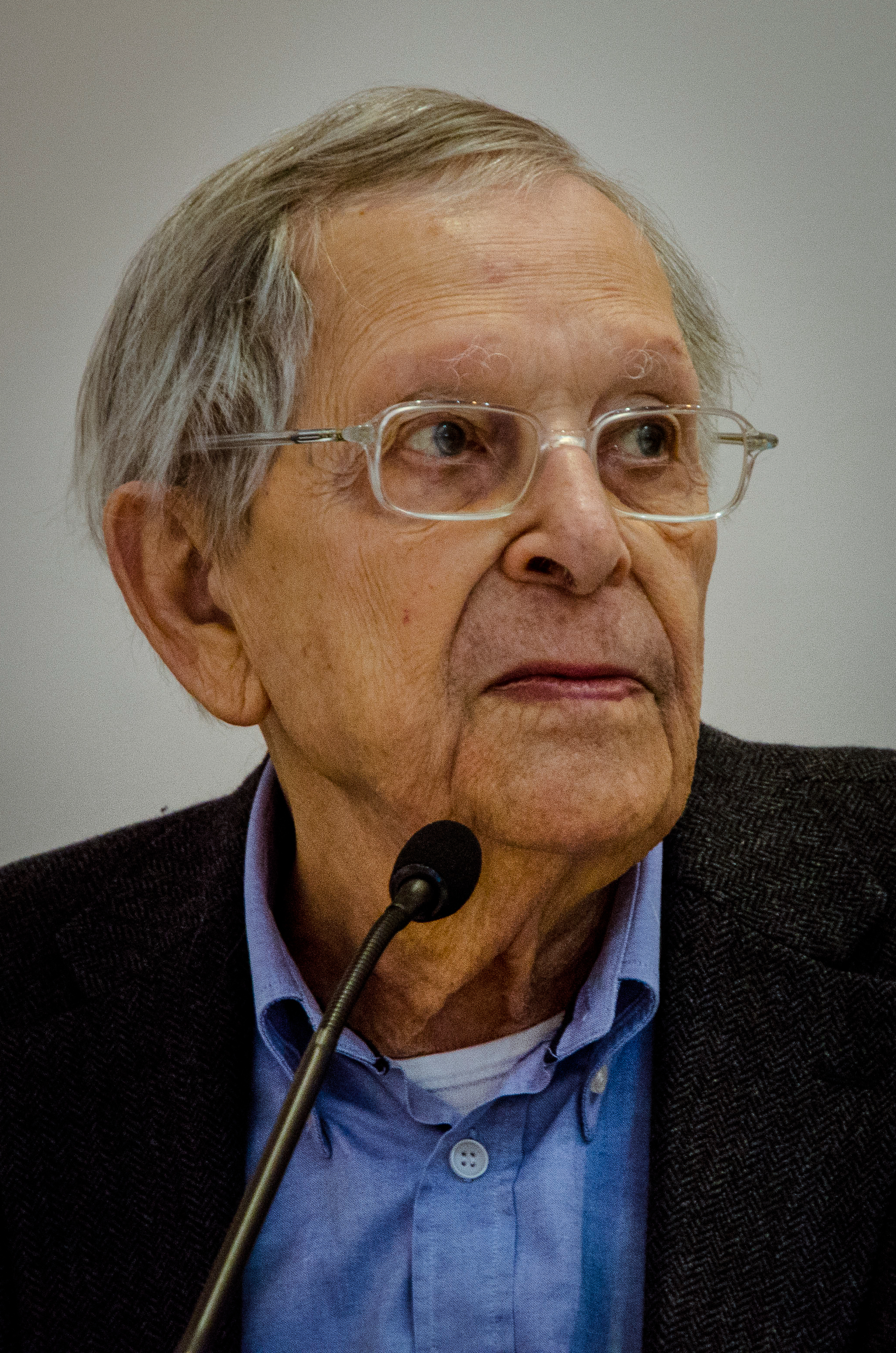
Roger Grenier en 2014.
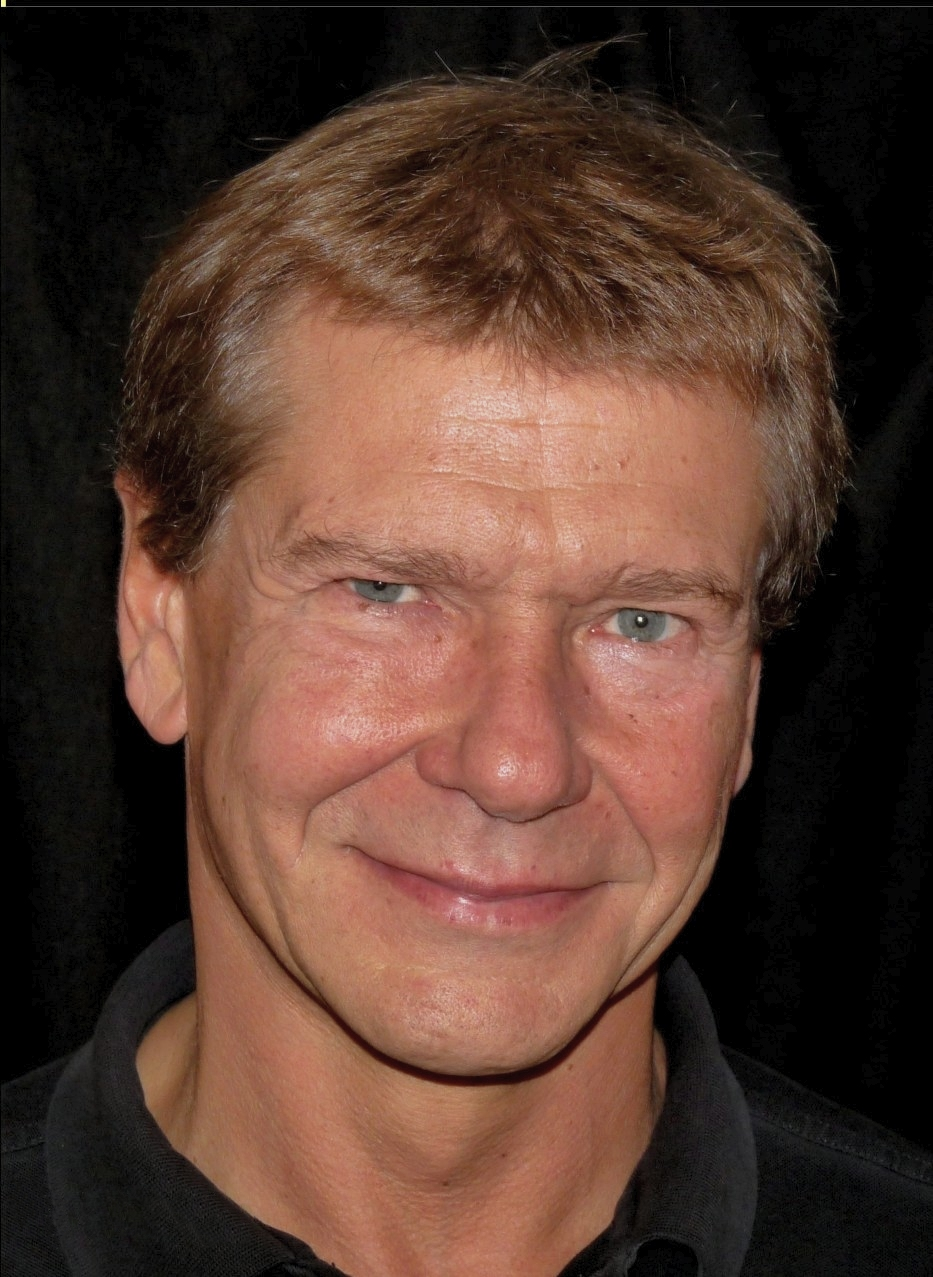
Patrick Béthune en 2011.